# Tradicionalismo gaúcho

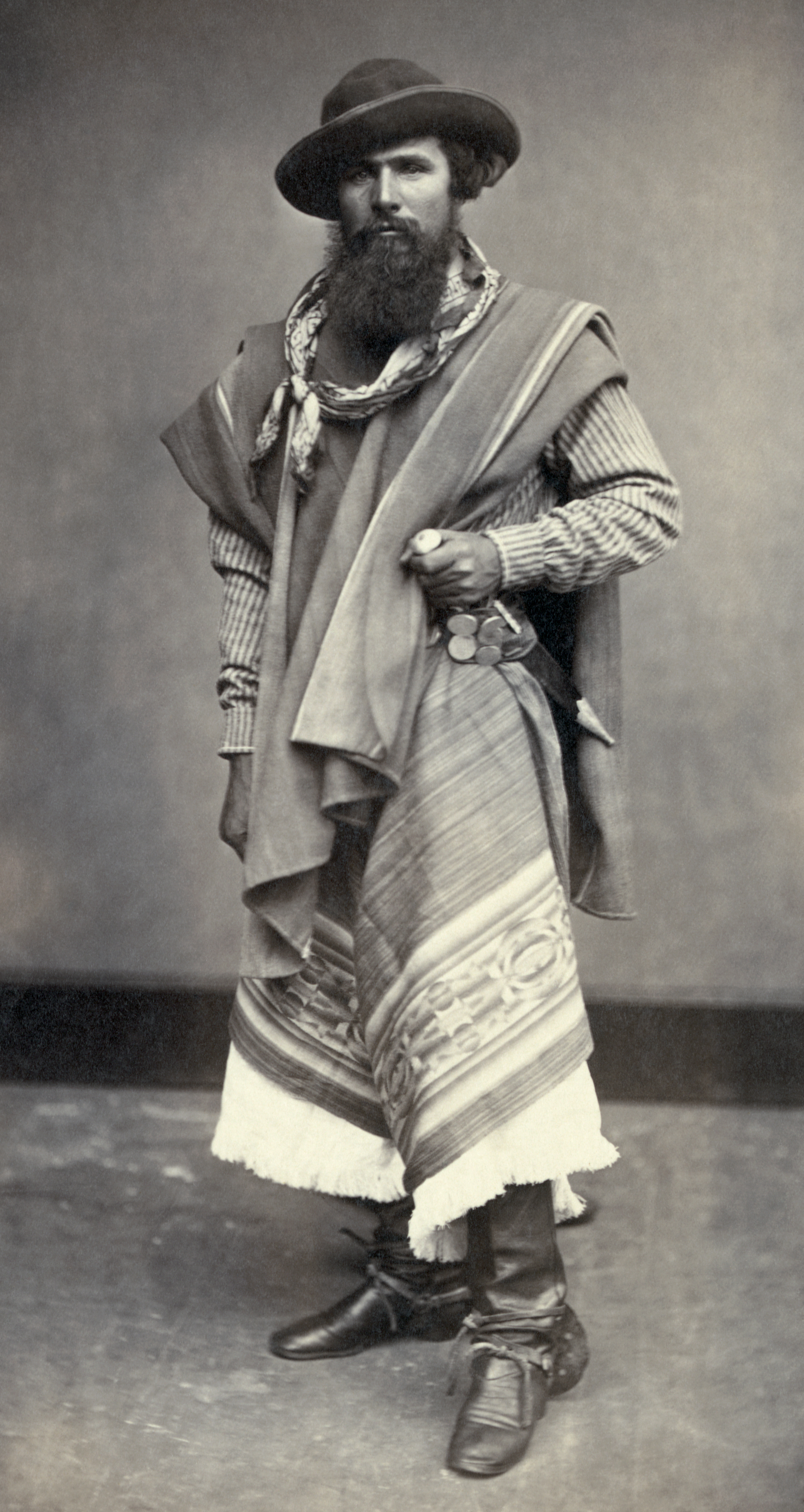
Um típico gaúcho do século XIX.

Tradicionalismo gaúcho ou gauchesco é uma corrente cultural regionalista originada no estado brasileiro do Rio Grande do Sul, formada em torno da exaltação da figura e dos costumes do gaúcho, um tipo humano que originalmente floresceu na região campeira entre o Brasil, Uruguai e Argentina.
O tradicionalismo foi inaugurado como um movimento pelos intelectuais ligados ao Partenon Literário, fundado na capital Porto Alegre em 1868, associação que tinha entre seus objetivos prestigiar o folclore e o regionalismo, buscando definir a identidade cultural do estado e desenvolvendo intensa atividade literária onde o gaúcho figurava em relevo. As tradições continuaram sendo prestigiadas ao longo do século XX, com variados enfoques e motivações, especialmente depois da fundação do Centro de Tradições Gaúchas 35 em 1948, que serviu de modelo para o surgimento de um grande número de entidades semelhantes pelo Brasil afora, pelo apoio da oficialidade, e pela organização do Movimento Tradicionalista Gaúcho em 1966, uma instituição que estabeleceu suas diretrizes ideológicas e práticas básicas, regulamentadas por extensa documentação. 
Na forma como foi definido na contemporaneidade, o tradicionalismo gaúcho é em boa medida uma recriação artificial e arbitrária de tradições que haviam sido irremediavelmente perdidas. Isso não anulou sua eficiência como um centro agregador da identidade cultural e social dos rio-grandenses, o gauchismo foi de fato instituído pela oficialidade em vários níveis como um elemento fundamental nessa identidade, e em parte por causa da sua flexibilidade na interpretação de conceitos como autenticidade, tradição e cultura, foi capaz de florescer, se expandir e sobreviver até a atualidade. Embora já tenha recebido muitas críticas como um movimento anacrônico, dogmático e reacionário, sua vitalidade é inegável, sendo hoje cultivado por uma vasta população, espontaneamente ou ligada a grupos organizados, com muitos simpatizantes até mesmo no exterior. Enquanto mantém a preocupação de preservar as tradições na medida do possível, suas práticas vem sendo adaptadas à evolução dos costumes, incorporando elementos de outras matrizes culturais e influenciando outras tradições. Em 2022 o IPHAN aprovou a qualificação das lidas campeiras dos campos de Bagé e do Alto Camaquã como Patrimônio Imaterial Brasileiro.

## Origens

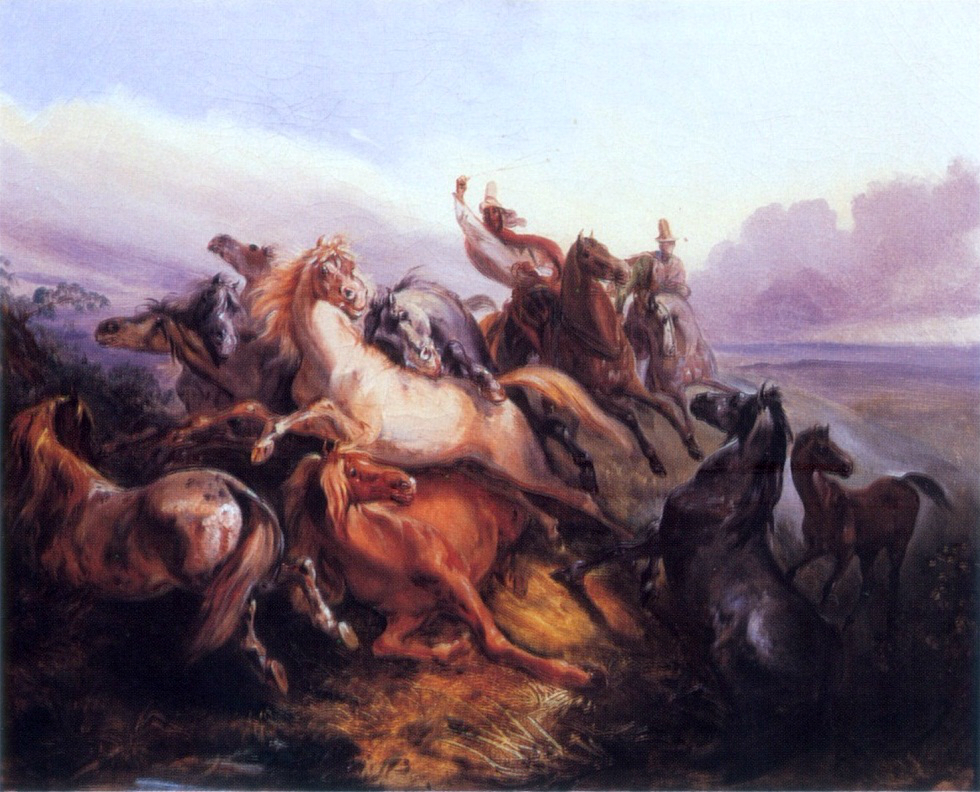
Gaúchos juntando cavalos selvagens, pintura de Rugendas, 1846

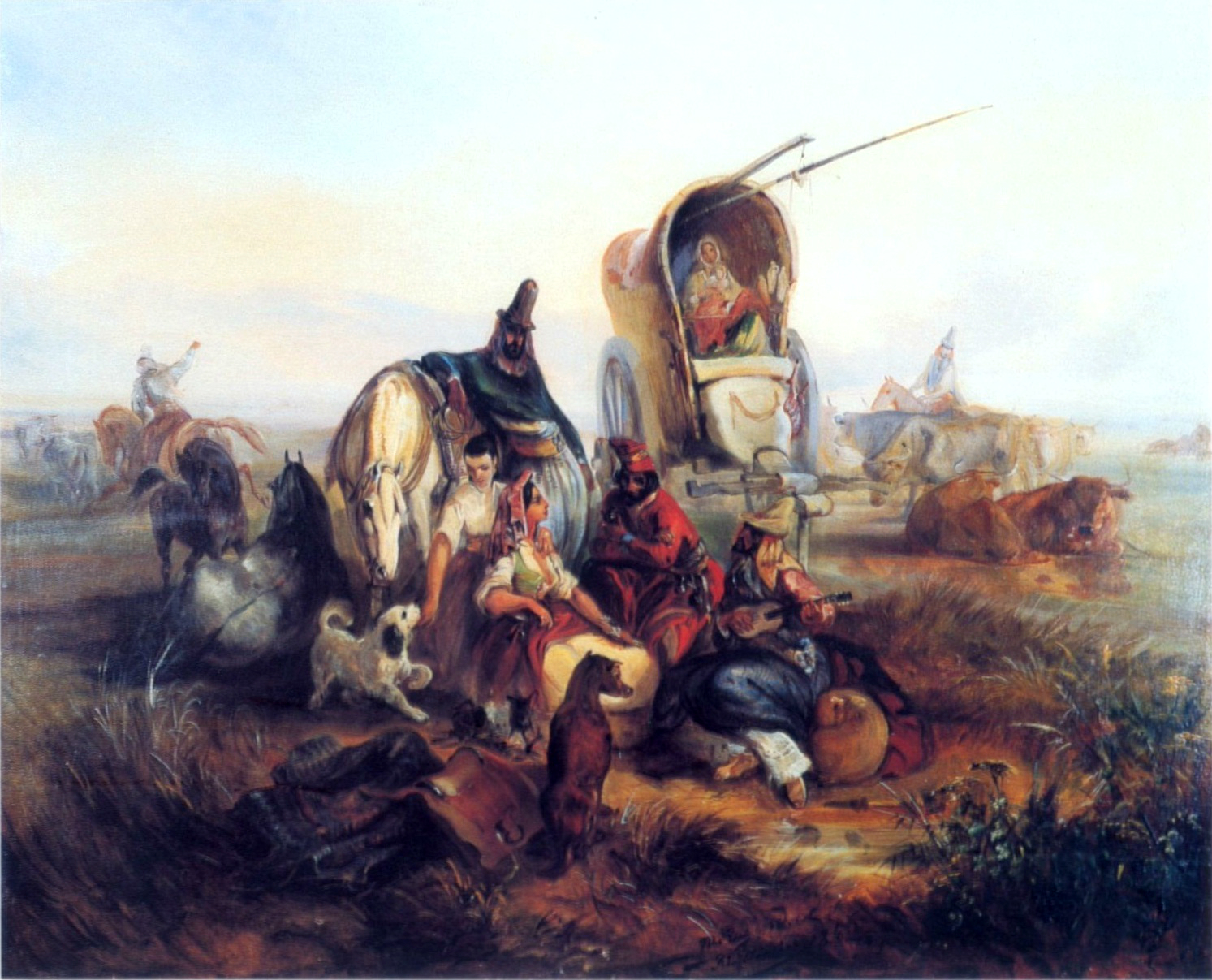
Gaúchos descansando, pintura de Rugendas, 1846

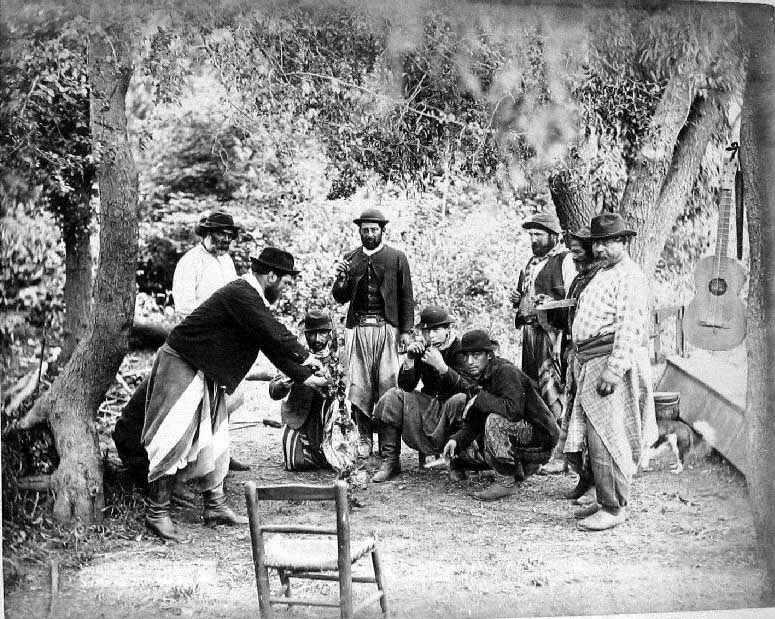
Gaúchos argentinos churrasqueando em 1880, com hábitos e trajes muito semelhantes aos seus irmãos brasileiros.

O gaúcho em suas origens históricas foi um personagem típico da vida campeira em uma larga região que abrange o pampa do Rio Grande do Sul (oeste da Depressão Central, Serra do Sudeste, Campanha, Missões e oeste do Planalto Médio), todo o Uruguai e o pampa da Argentina (de Buenos Aires a Corrientes), e que, em virtude de disputas políticas entre as potências coloniais de Portugal e Espanha, foi fortemente militarizada e esteve cronicamente em estado de conflito.
O gaúcho nunca foi um tipo muito homogêneo. Sua população era composta de negros, índios, brancos portugueses e espanhóis, além de mestiços, com origens culturais bastante diversificadas, mas tinham em comum a vida ligada principalmente às estâncias de criação de gado, atuando como tropeiros, carneadores, coureiros e também domadores de cavalos, sendo exímios cavaleiros. Essa ligação não costumava ser permanente. A maioria deles, pelo menos nos séculos XVII, XVIII e início do século XIX, levava uma vida itinerante, ou se incorporava a milícias de mercenários que operavam no contrabando de gado. Também eram requisitados para o exército.
Naqueles primeiros tempos essa população era frequentemente fonte de preocupação para as autoridades, devido ao seu caráter rebelde e independente, desencadeando conflitos repetitivos. Seu controle era difícil, pois muitas vezes os contrabandistas eram protegidos pelos estancieiros, as forças oficiais eram insuficientes e o trânsito de um país a outro não podia ser fiscalizado. Permaneciam, portanto, à margem da sociedade e da cultura oficial.
Em meados do século XIX o gaúcho em sua feição primitiva já começava a se tornar raro, mas já havia um significativo cancioneiro popular onde figurava em destaque, e ele começou a chamar a atenção de alguns intelectuais rio-grandenses, primeiramente estudando-o sob aspectos históricos e folclóricos. Na mesma época a intelectualidade local estava em busca de definir uma identidade para o povo rio-grandense, uma questão que interessava também aos estancieiros e políticos, que julgavam ter seus interesses prejudicados pelo governo imperial. Para estes, uma identidade local forte auxiliaria na projeção política da província no cenário nacional, e seus ideais de liberdade e autonomia se conjugavam aos da corrente republicana. Suas queixas não eram novas, e a sangrenta Revolução Farroupilha de 1835-1845 eclodira essencialmente em resposta à política do Império.
Na mesma época chegava ao Rio Grande do Sul a influência do Romantismo literário, uma corrente que prestigiava a cor local, as características peculiares de cada povo, os folclores, mas também enfatizava as paixões, a personalidade e o gênio individuais, em oposição à homogeneização e moderação classicista. Entre os pioneiros desta nova tendência estavam Manuel de Araújo Porto-Alegre, em Brasilianas (1844), Ana Eurídice Eufrosina de Barandas, em alguns poemas da coleção O Ramalhete (1854) e no conto Fany ou o Modelo das Donzelas (1847), e sobretudo Caldre e Fião, em seu romance A Divina Pastora (1847).
O tema estava entre os interesses do Instituto Histórico e Geográfico da Província de São Pedro, que procurou, em sua breve existência, organizar a historiografia regional e inseri-la na historiografia nacional, valorizando o elemento local e buscando definir a identidade cultural da região, mas esse programa só seria assumido concentradamente pelos intelectuais com a fundação do Partenon Literário em 1868, uma sociedade que congregou a elite intelectual da província e desde logo estabeleceu a defesa do passado heroico e guerreiro do homem rio-grandense e articulou o regionalismo como um projeto de trabalho, que seria cultivado literariamente de maneira sistemática. Destacam-se neste grupo o mesmo Caldre e Fião, mais Bernardo Taveira Júnior, Lobo da Costa e Múcio Teixeira.

## A criação de um mito
Aos partenonistas se deve a fundação do tradicionalismo gauchesco como uma corrente cultural definida, um movimento, e segundo Guilhermino César, dentre todos os seus primeiros cultivadores, Taveira Júnior teria sido o mais denso e autêntico, abordando uma ampla gama de tópicos e abandonando o linguajar culto usado pela maioria para adotar uma fala mais próxima do gaúcho real, estabelecendo um exemplo de longa e fértil descendência: "Daí por diante seria fácil seguir os trilhos que levam à sanga, ao umbu, ao rodeio, à chinoca, à valentia, aos entreveros de arma branca". Ver nota: 

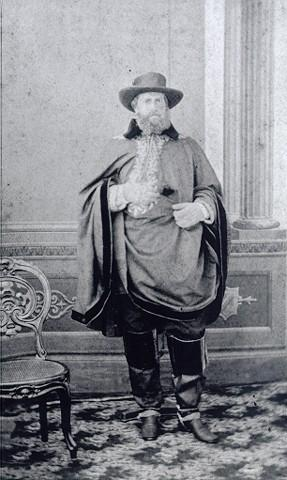
Dom Pedro II em trajes típicos do gaúcho.

No fim do século XIX, devido a profundas mudanças no sistema produtivo e econômico, do antigo gaúcho dos tempos iniciais do povoamento — nômade, independente e turbulento — restara apenas uma sombra, tendo sido maciçamente disciplinado e fixado nas estâncias como um peão e um "pau para toda obra", enquanto muitos outros, expulsos do campo, se tornavam párias urbanos. Mas se antes fora estigmatizada, neste processo de resgate a figura do gaúcho seria purificada de suas imperfeições reais e inteiramente mitificada como uma síntese de valores ideais de independência, bravura, honestidade e honradez, e cuja virilidade exemplar estava sempre disponível para as paixões amorosas. César continua: 
"Os primeiros regionalistas foram impressionados principalmente pelo gaúcho solitário, marginalizado, entregue a uma atividade aventurosa, numa fronteira agitada pelas rivalidades entre Espanha e Portugal. A poesia e o romance, o conto e o teatro, desde o Romantismo, viram nele a sua Matéria da Bretanha, isto é, um fio interminável de ações guerreiras, de heroicidades e de feitos generosos. Tomaram-no como representante de uma 'raça', equívoco evidente, logo depois revigorado pelos devaneios cientificistas do Naturalismo. Recusaram-se, teimosamente, a aceitar a realidade: o gaúcho como tipo condicionado por uma atividade econômica primária, niveladora, sem maiores horizontes culturais, como é o pastoreio".
Na análise de Luis Fernando Beneduzi, "o enaltecimento dos feitos dos revolucionários [farroupilhas] caminhará em pari passu com o reforço de uma imagem positiva do gaúcho enquanto tipo humano base da identidade regional do Rio Grande do Sul", e nisso o gaúcho se tornaria "uma espécie de super-homem, invencível, indomável e que estava sempre pronto para lutar até a última gota de sangue pelas causas justas". Desde então se consagraram no tradicionalismo gauchesco expressões grandiosas para caracterizar o tipo, como "o monarca das coxilhas", o "centauro dos pampas", e outras nesta linha.

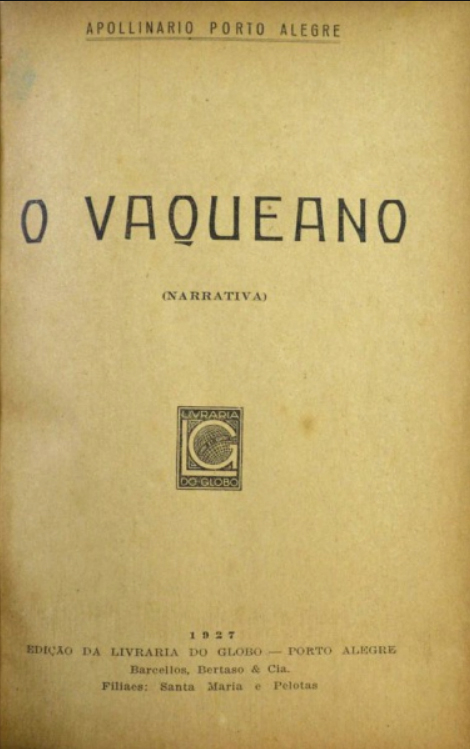
Capa de O Vaqueano (1872) de Apolinário Porto-Alegre, em edição de 1927

Os partenonistas deram à temática gauchesca um papel de primeiro plano na busca por uma definição da identidade sociocultural do Rio Grande. Além disso, para eles o regionalismo era uma variante do nacionalismo cultivado pelos românticos de outras partes do Brasil e um caminho para a conquista da autonomia que desejavam para as letras da província. Esse programa servia ainda às elites políticas e agrárias, que desejavam fortalecer essa identidade como forma de pleitear maior espaço na definição dos rumos políticos nacionais, e cujos ideais de liberdade e autonomia se afinavam aos da corrente republicana.
O Partenon manteve uma revista mensal de larga difusão, onde apareceram crônicas, poemas, contos e novelas como Serões de um tropeiro, de Bernardino dos Santos; Tapera, Feitiços d'uns beijus e O vaqueano, de Apolinário Porto-Alegre; A filha do capataz e Um farrapo não se rende, de Vítor Valpírio; Pampeiro, de Augusto Totta; Flores do pampa, de Múcio Teixeira, e muitas outras. Críticos como Athos Damasceno, Moysés Vellinho, Augusto Meyer e Flávio Loureiro Chaves consideram que a abordagem do gaúcho na obra dos partenonistas incidiu mais no campo temático, emprestando uma inegável cor local aos escritos, mas sem afetar a estrutura das formas literárias e a estética vigentes no período, muito dependentes ainda de modelos importados, sendo também em geral desprovida de uma alta qualidade literária, guardando para os contemporâneos um interesse principalmente histórico. De qualquer forma, eles são considerados pelo consenso crítico os fundadores da literatura regionalista, sua atividade deu prestígio aos temas locais e foi decisiva para consagrá-los definitivamente no imaginário sulino.

## República Velha

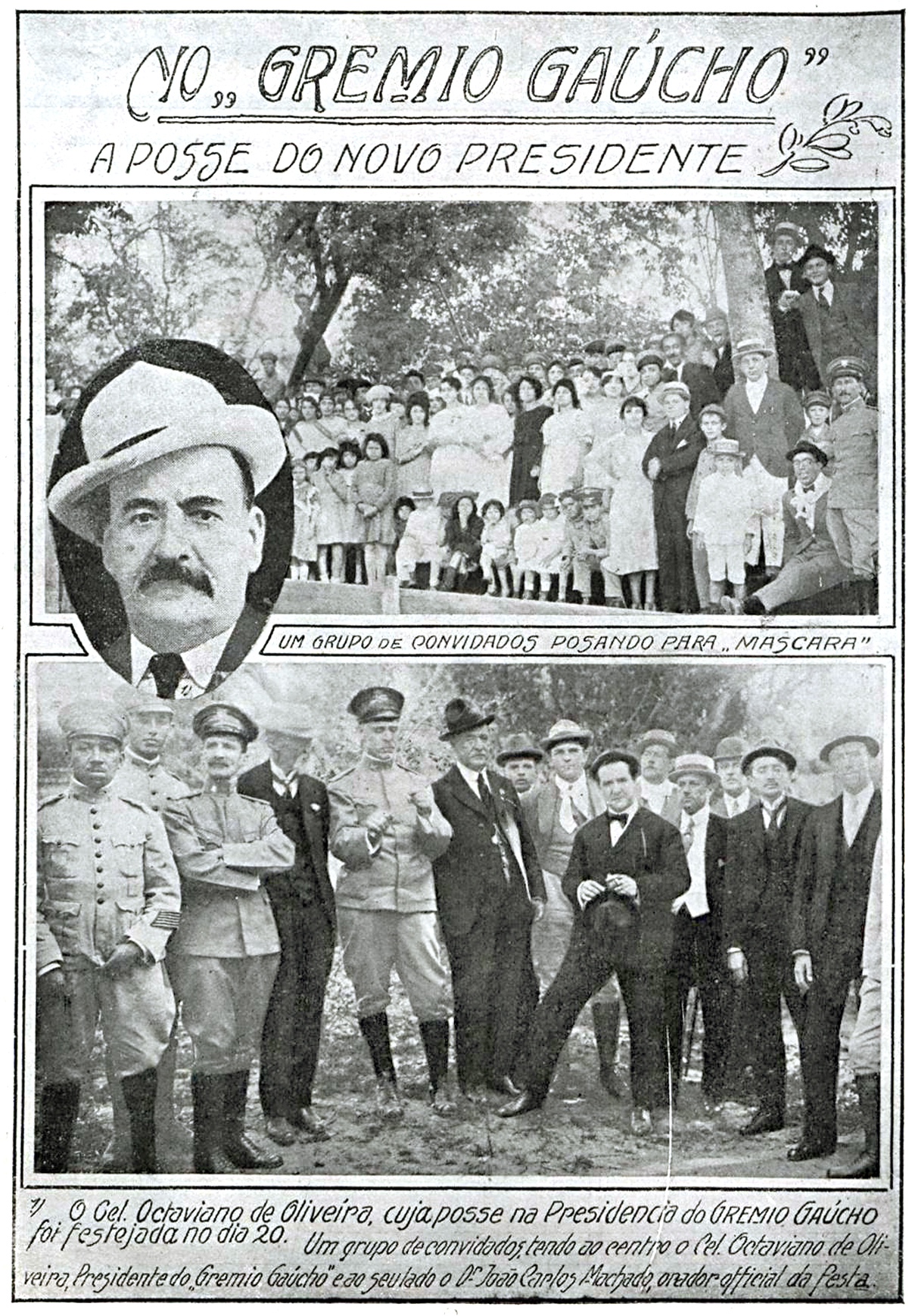
Instalação da nova diretoria do Grêmio Gaúcho, com retrato do presidente cel. Otaviano de Oliveira em destaque, 1919

Apesar da forte atenção do Partenon Literário ao tradicionalismo gaúcho, era apenas um dos seus muitos interesses. A primeira sociedade a se dedicar exclusivamente a ele foi o Grêmio Gaúcho, fundado em 1898 sob a liderança de João Cezimbra Jacques. Naquele momento o positivismo era uma filosofia de larga aceitação, especialmente entre a classe política, tornando-se uma das principais bases ideológicas do Partido Republicano Rio-Grandense, que assumira o poder estadual em 1893 na pessoa de Júlio de Castilhos, inaugurando uma era de continuísmo político que se prolongaria até 1937. Para os positivistas, segundo Ruben Oliven, o despotismo esclarecido era "a melhor estratégia para organizar a sociedade local". A elite estancieira tinha pouco espaço neste novo grupo dominante, que era conduzido principalmente por intelectuais urbanos que haviam passado por universidades.
O Grêmio se envolveu na efervescente mobilização republicana e aderiu ao positivismo, e se engajou no resgate dos feitos heroicos do passado local, enfocando especialmente a Revolução Farroupilha, que depois de seu encerramento conciliatório havia sido abafada na cultura oficial. Agora, no entanto, quando o Império já desaparecera, era reinterpretada e vista como uma fonte de honra e motivo de orgulho. Não por acaso, por ordem de Castilhos, a bandeira dos farroupilhas foi adotada como a bandeira oficial do Rio Grande.
O Grêmio foi um agente importante para consagrar o gaúcho como um elemento preponderante na definição da identidade local, cultuando o passado mas enfatizando também aspectos de patriotismo, progresso e civilização, pois considerava que a evolução dos costumes não podia ser interrompida. Organizava festas, desfiles de cavalarianos, palestras e outras atividades.

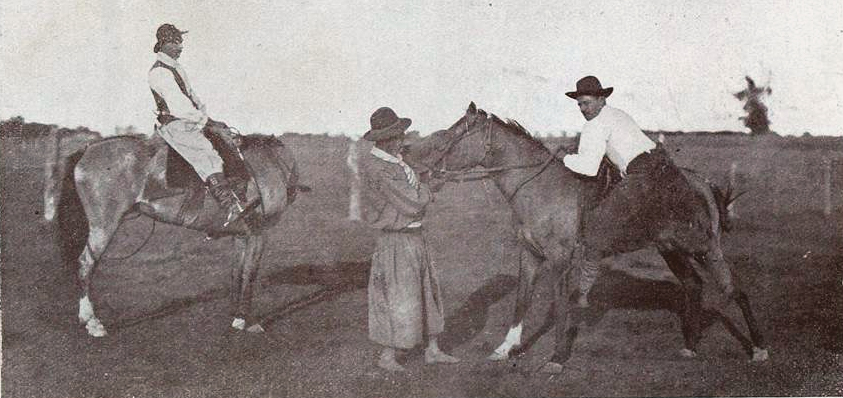
Gaúchos em 1920

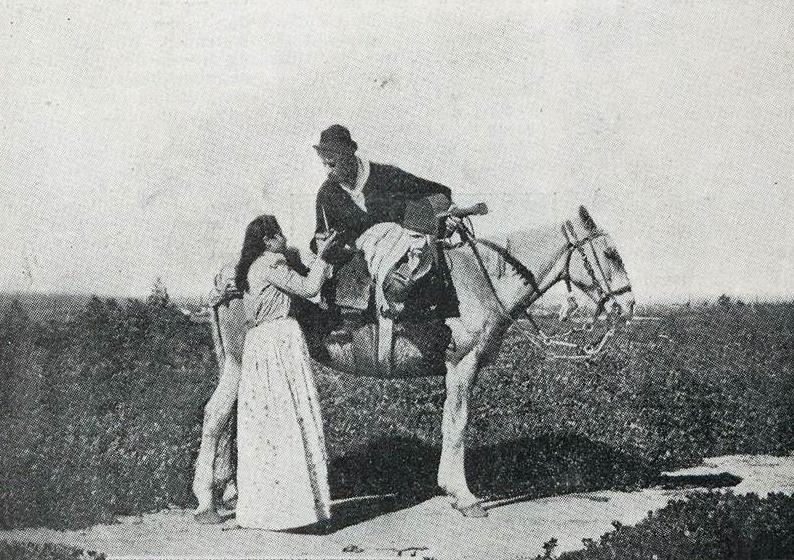
Gaúcho e prenda

Foi um modelo para a fundação de outras entidades semelhantes pelo interior do estado, como a União Gaúcha de Pelotas, que teve suas atividades abrilhantadas pela participação do ilustre escritor regionalista Simões Lopes Neto, sócio-fundador, e a Sociedade Gaúcha Lomba Grande, em Novo Hamburgo, que desenvolveu intensa atividade literária de caráter regionalista. Com o apoio de instâncias oficiais, o tradicionalismo começava a se institucionalizar e articular uma série de símbolos e imagens que remetiam ao gaúcho e seus valores. A celebração do centenário da Revolução Farroupilha em 1935, especialmente sua grande exposição comemorativa em Porto Alegre, concebida como uma vitrine dos avanços estaduais em todas as áreas, marcou um ponto alto neste processo.
O enaltecimento idealista e acrítico permaneceria como o ponto forte do tradicionalismo gaúcho até a contemporaneidade, mas outros fatores viriam a reforçar sua penetração na cultura estadual e o levariam a se expandir para além das fronteiras. Mais do que isso, as virtudes do gaúcho idealizado foram atribuídas a todo o povo do estado, e o termo se tornou sinônimo de "rio-grandense", mesmo que no início do século XX a cultura urbana já fosse muito forte e já tivessem chegado ao estado grandes contingentes de imigrantes de variadas origens, especialmente alemães e italianos, dedicados principalmente à agricultura e às manufaturas e pequenas indústrias, criando um perfil multifacetado para a sociedade rio-grandense.

## Organização

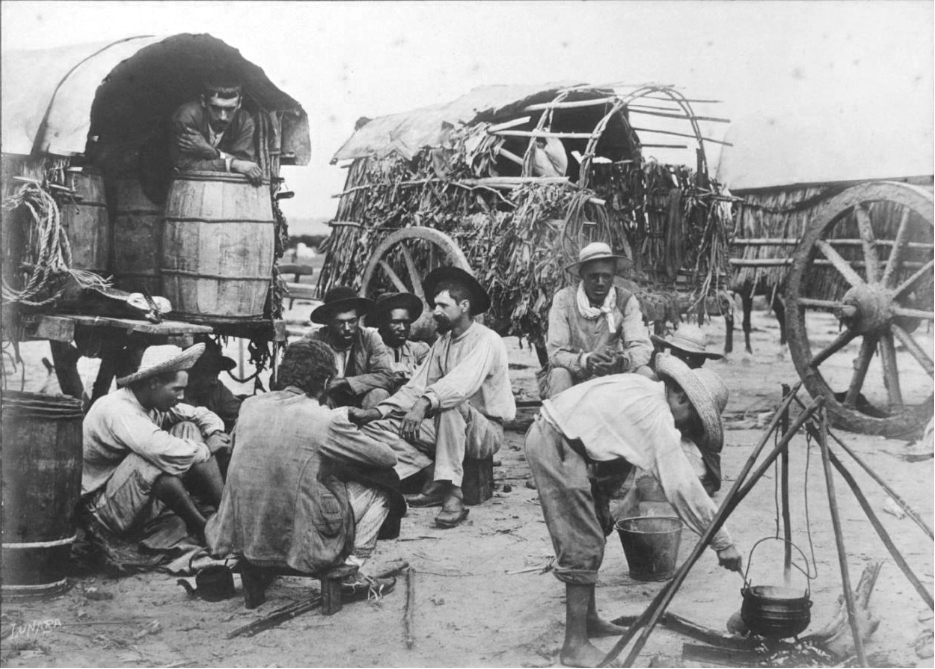
Carreteiros em 1919

Segundo Ceres Brum, o processo de mitificação do gaúcho resultara também de um conjunto de ações que tendiam a dissimular ou excluir a participação "dos camponeses, dos imigrantes e dos índios desse universo representacional, na construção de narrativas nacionais e regionais", mas os tradicionalistas gauchescos enfrentavam uma séria concorrência por espaço e público. A irrefreável e crescente diversidade sociocultural do estado erodia a primazia do gaúcho na representação do povo. No início do século XX as populações alemã e italiana, em particular, haviam crescido muito, erguendo numerosas cidades; prosperavam economicamente, ocupavam tribunas na imprensa e cargos nas prefeituras, nas câmaras municipais e na Assembleia Legislativa, conquistando força política e cultural considerável. Uma grande população estrangeira ou de primeira geração habitava na capital e se destacava em muitas áreas, articulando todos eles um discurso ufanista, glorificando a si mesmos como exemplos de moral, de virtude, de trabalho, e reivindicando o papel de civilizadores e mesmo de purificadores da "raça brasileira".

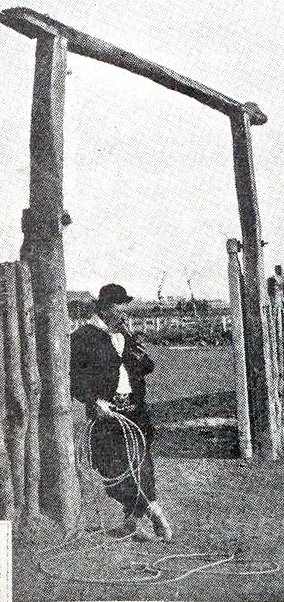
Laçador tomando chimarrão

Em meio a tudo isso, o progresso provocava uma ampla e rápida transformação nos costumes. As tradições desapareciam e se tornavam símbolos de atraso, mesmo no ambiente campeiro, afetado pela industrialização e mecanização e pelo progressivo declínio da pecuária na economia regional. Preocupados com esse contexto modernizador, em 1947 alguns estudantes do Colégio Farroupilha de Porto Alegre fundaram o Grêmio Farroupilha. Entre 7 e 20 de setembro de 1947 organizaram a primeira Ronda Gaúcha, que deu origem à atual Semana Farroupilha, e à meia-noite do dia 7, antes da extinção do fogo simbólico da Pira da Pátria, colheram uma chama para acender a "Chama Crioula". Nas palavras de Paixão Cortes, um dos protagonistas do movimento,
"Era o auge do pan-americanismo. Para se ter uma ideia, se um camponês saísse de casa em direção à cidade, carregava uma muda de roupas para substituir as bombachas quando fosse chegar. Se não fizesse isso era visto com maus olhos. Era considerado um cidadão de segunda classe. O próprio chimarrão, na cidade, era consumido apenas dentro da residência e longe das janelas. Enquanto o modernismo estava na ordem do dia, um grupo de jovens secundaristas saía na busca de suas raízes".
Na mesma ocasião, a Liga de Defesa Nacional incluiu nos festejos da Semana da Pátria o traslado dos restos mortais do general David Canabarro, um dos principais líderes da Revolução Farroupilha, desde seu local de sepultamento em Santana do Livramento para o panteão do cemitério da Santa Casa de Misericórdia de Porto Alegre. Para o evento foi organizada uma guarda de honra e uma grande procissão de cavalarianos. Segundo Oliven, "esse episódio aparece, em vários depoimentos de tradicionalistas, como um ritual de passagem fundamental e como mito de criação do Movimento Tradicionalista Gaúcho". É ilustrativo também o depoimento de Barbosa Lessa, outro dos principais responsáveis pelo reavivamento do tradicionalismo:
“Porto Alegre nos fascinava, com seus anúncios luminosos a gás neon. Hollywood nos estonteava com a tecnicolorida beleza de Gene Tierney e as aventuras de Tyrone Power, as lojas de discos punham em nossos ouvidos as irresistíveis harmonias de Harry James e Tommy Dorsey, mas, no fundo, preferíamos a segurança que somente nosso pago sabia proporcionar, na solidariedade dos amigos, na alegria de encilhar um pingo e no singelo convívio das rodas de galpão. Não nos conhecíamos uns aos outros, mas devíamos andar nos pechando pelos labirintos da capital. Nunca tínhamos ouvido falar nas anteriores experiências nativistas — dos anos [18]60, dos anos [18]90 e dos anos [19]20 — e precisávamos escolher nosso rumo por nós mesmos. Quando o existencialismo de Jean-Paul Sartre pôs diante de nós o derrotismo e a descrença, instintivamente nos agarramos a nossos rudes antepassados para uma afirmação de vitória e fé. Por essa época, o Rio Grande andava bastante esquecido de si mesmo, e a própria bandeira estadual permanecia queimada e escondida desde novembro de 1937. Resquícios do Estado Novo e de seu sufoco centralizador".

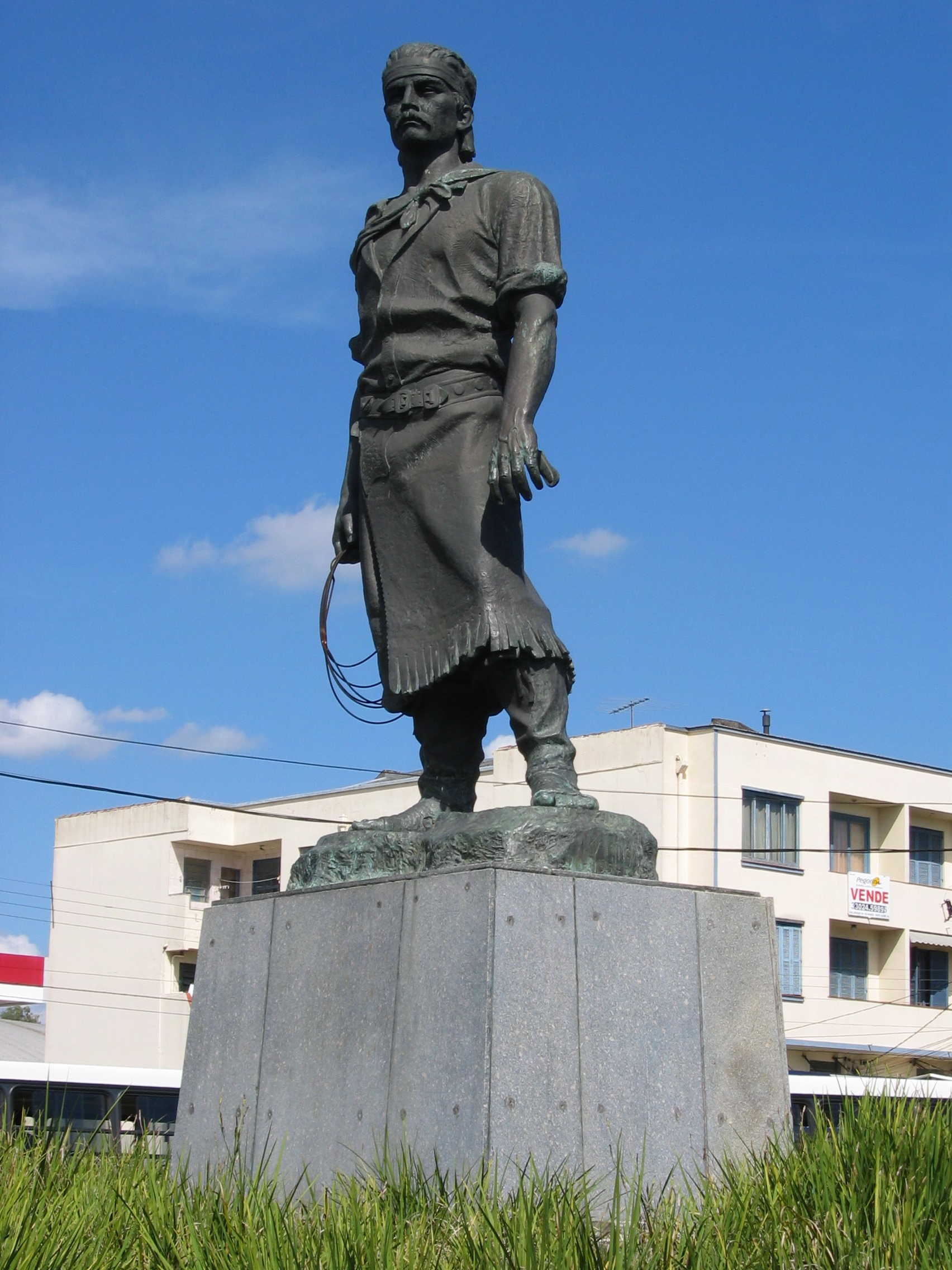
A Estátua do Laçador. Criada em 1954 por Antônio Caringi, que usou Paixão Cortes como modelo, foi definida por lei municipal em 1992 como símbolo da capital rio-grandense.

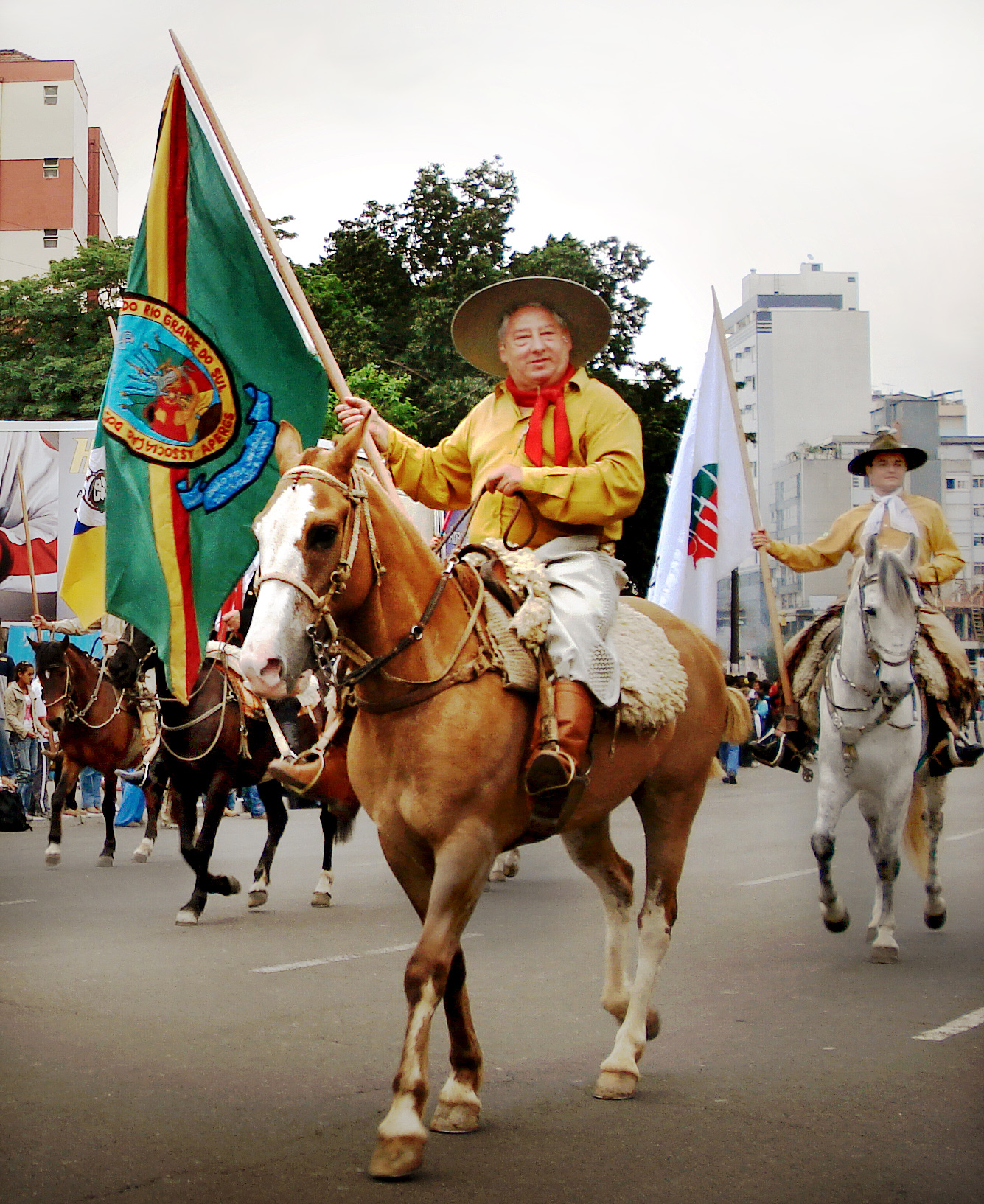
Gaúchos com a pilcha completa desfilando na Semana Farroupilha de 2006.

Também foi importante a fundação, em 1948, do Centro de Tradições Gaúchas 35, o primeiro dos CTGs, com a participação de Paixão Cortes e Barbosa Lessa. O 35 não pretendia estudar o tradicionalismo, mas ressuscitá-lo, pois muitas das tradições autênticas a esta altura se haviam perdido — seria necessário reinventá-las, embora mantendo como referência os registros de antigos estudiosos. Entre suas disposições estatutárias encontram-se os seguintes princípios norteadores: "O Centro terá por finalidade: a) zelar pelas tradições do Rio Grande do Sul, sua história, suas lendas, canções, costumes etc., e consequente divulgação pelos estados irmãos e países vizinhos; b) pugnar por uma sempre maior elevação moral e cultural do Rio Grande do Sul; c) fomentar a criação de núcleos regionalistas no estado, dando-lhes todo apoio possível. O Centro não desenvolverá qualquer atividade político-partidária, racial ou religiosa".
A partir desta iniciativa, em menos de uma década mais de trinta outros CTGs haviam sido criados em vários outros pontos do estado, muitos deles em zonas de colonização italiana e alemã, atestando a ampla difusão do gauchismo, embora na própria capital a receptividade continuasse fraca. A orientação ideológica permanecia errática, dependendo das inclinações de cada patrão (nome dado ao líder do CTG). Para remediar essa irregularidade, e a fim de fortalecer o movimento, em 1954 os CTGs organizaram um congresso em Santa Maria, onde Barbosa Lessa apresentou a tese O sentido e o valor do Tradicionalismo, que se tornou um dos principais alicerces ideológicos do tradicionalismo gaúcho contemporâneo, onde criticava a influência desagregadora do progresso e da urbanização e enfatizava a importância das tradições para que a sociedade funcione como uma unidade.
No mesmo ano de fundação do CTG 35, formou-se em Porto Alegre a Comissão Estadual de Folclore, um braço da Comissão Nacional de Folclore, destinada a estudar e promover os folclores regionais, organizando congressos e festivais folclóricos na capital, integrando as comissões organizadoras de congressos realizados em outros estados, promovendo cursos de extensão universitária e inúmeras conferências e programas de rádio ao longo de mais de dez anos. Segundo Letícia Nedel, "uma das razões para tamanho interesse na promoção dos estudos folclóricos entre os intelectuais sulinos veio da expectativa, nutrida por aqueles autores, de superar a posição secundária do estado em relação às principais praças culturais no país (São Paulo e Rio de Janeiro), superando também os polos regionais concorrentes de produção, como Recife e Bahia. [...] De outra parte, a oportunidade de esses autores ampliarem suas conexões com a comunidade intelectual brasileira apresentava-se exatamente no momento em que as versões heroicas do regionalismo gaúcho vinham perdendo legitimidade". Em 1954 o governo do estado criou o Instituto de Tradições e Folclore, vinculado à Secretaria de Educação e Cultura, ainda em atividade. Em 1961, no VII Congresso, foi aprovada a Carta de Princípios do Movimento Tradicionalista, redigida por Glaucus Saraiva, um dos fundadores do 35 e autor do Manual do Tradicionalista (1968).
Na Carta foram definidos os objetivos dos CTGs como núcleos transmissores da herança social, destinados, "através da prática e divulgação dos hábitos locais, noção de valores, princípios morais, reações emocionais, etc.; a criar em nossos grupos sociais uma unidade psicológica, com modos de agir e pensar coletivamente, valorizando e ajustando o homem ao meio, para a reação em conjunto frente aos problemas comuns". A Carta mantinha como princípios, entre outras coisas, também combater os ataques às tradições e ao movimento, resgatar os valores morais considerados tradicionais do povo gaúcho, "lutar pelos direitos humanos de liberdade, igualdade e humanidade", e "auxiliar o Estado na solução dos seus problemas fundamentais e na conquista do bem coletivo", obedecendo à legislação vigente, mas se preocupava em preservar o distanciamento da política partidária e da religião, e "evitar todas as formas de vaidade e personalismo que buscam no Movimento Tradicionalista veículo para projeção em proveito próprio".
Em 1966, durante os trabalhos do XII Congresso, foi fundado o Movimento Tradicionalista Gaúcho (MTG), que passou a reunir a maior parte das entidades, tomando-se, segundo Hélio Mariante, "o catalisador, disciplinador e orientador das atividades dos seus filiados, no que diz respeito ao preconizado na Carta de Princípios do Tradicionalismo Gaúcho". Em 1964 uma lei estadual oficializou a Semana Farroupilha, a Chama Crioula passou a recebida com honras no Palácio Piratini, sede do governo, e os desfiles realizados em 20 de setembro em quase todas as cidades do estado passaram a ser oficiais. Em 1966 outra lei estadual transformou o Hino Farroupilha em Hino do Rio Grande do Sul.

## Expansão

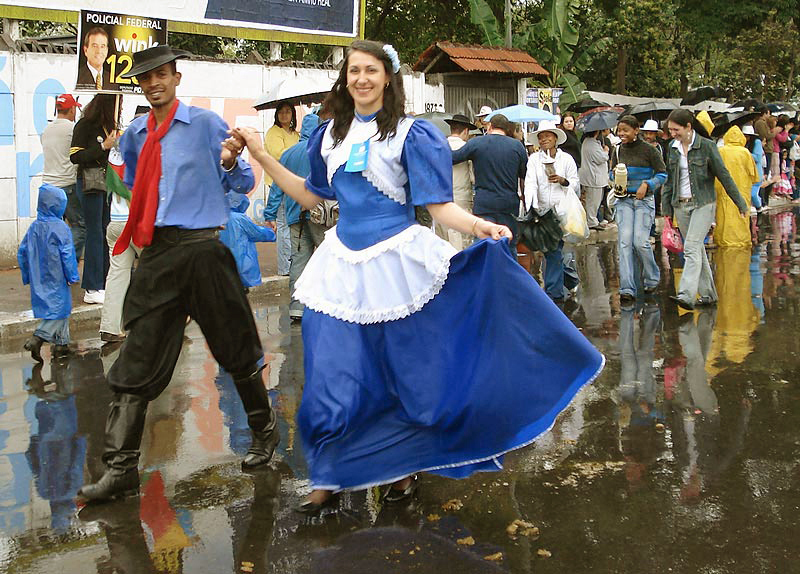
Um gaúcho vestido a caráter com seu par tradicional, a prenda, no desfile da Semana Farroupilha de 2006.

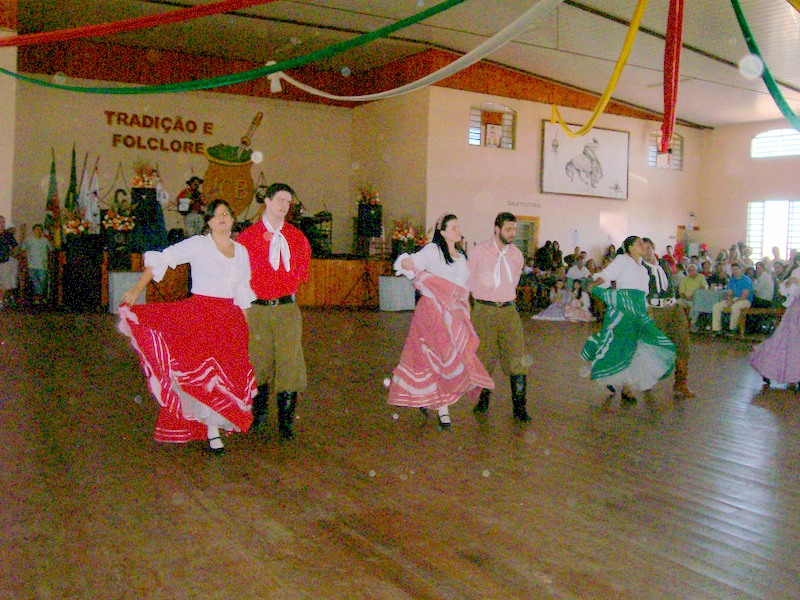
Apresentação de dança gauchesca.

Com tanto apoio institucional, desde então o tradicionalismo gaúcho vem conhecendo uma expansão extraordinária. Em meados da década de 1980 já havia mais de 800 CTGs, piquetes, grupos folclóricos, associações, grêmios e outras entidades gauchescas espalhados pelo estado, mais de 300 já haviam sido fundados em Santa Catarina, mais de 100 no Paraná, e vários outros começavam a aparecer em outros estados, acompanhando um grande êxodo de rio-grandenses para outras partes do Brasil. Em 1987 foi fundada a Confederação Brasileira de Tradição Gaúcha. Segundo dados do MTG, atualmente existem mais de 2.800 CTGs em todo o território nacional, e mais de 10 fora do país (Canadá, Espanha, Estados Unidos, França, Israel, Paraguai e Portugal).
O Movimento Tradicionalista Gaúcho hoje é uma instituição e um dinamizador cultural, tem corpo diretivo, rede de associados, extensa regulamentação interna, incluindo estatutos, textos normativos e ideológicos, um manual de etiqueta e cerimonial e um código de ética, tem um braço comercial, mantém ou apoia programação intensiva todo o ano em múltiplos lugares, e se autodefine como "um organismo social de natureza nativista, cívica, cultural, literária, artística e folclórica", que tem como objetivos principais "congregar os Centros de Tradições Gaúchas e entidades afins para constituir uma associação que permite padronização de procedimentos e realização de atividades com abrangência estadual ou nacional das quais participam todos os filiados com interesse no tema", e "preservar o núcleo da formação gaúcha e a ideologia consubstanciada nos estudos da história, da tradição e do folclore, além do que constam nos documentos fundamentais, como as teses aprovadas em congressos e a Carta de Princípios que define os objetivos do tradicionalismo gaúcho desde o ano de 1961". Oficialmente o MTG aceita todo sócio que se comprometer com as regras estabelecidas, e não faz distinção de credo religioso, nível econômico, filiação partidária, cor ou preferência sexual.

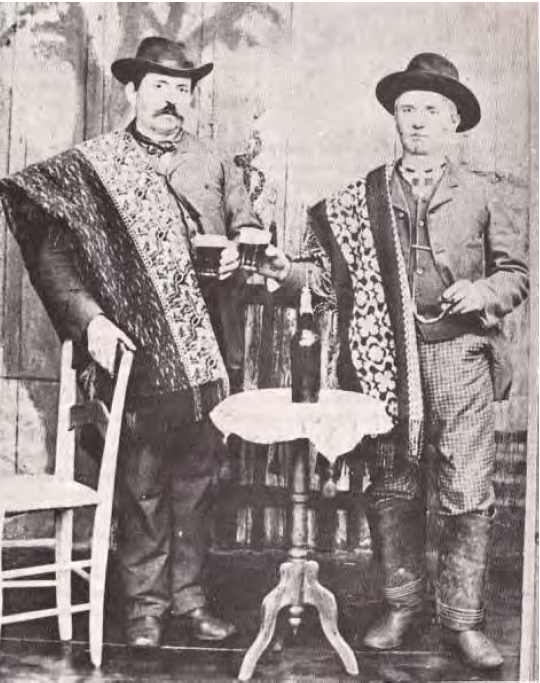
Tarquinio Zambelli e Pietro Stangherlin, imigrantes italianos, com o pala sobre o ombro, peça típica da indumentária gaúcha, mas os palas tradicionais não tinham barras ornamentais como estes.

Essa expansão também foi facilitada pela relativa flexibilidade na interpretação de conceitos fundamentais, que permitiram a incorporação de algumas práticas externas à tradição especificamente gauchesca. Além disso, desde o tempo da fundação do CTG 35 se tornou evidente que a tradição, como havia sido recebida do passado, era por demais incompleta para permitir uma ressurreição de todo o modo de vida campeiro original, e em função disso as lacunas precisaram ser preenchidas com elementos novos e em larga medida arbitrários. Por exemplo, segundo lembranças de Barbosa Lessa, não se sabia como se dava o aperto de mãos, como era a indumentária das prendas, como eram alguns equipamentos de trabalho, etc. As escolhas eram definidas em reuniões dos tradicionalistas e se tornaram canônicas. Nas palavras de Celso Konflanz, "as propriedades assumidas pelo tradicionalismo na interpretação e no manuseio das questões culturais — atreladas as características de formação histórica do Rio Grande do Sul — deram os seus contornos de atuação: destradicionalizado, adaptado, concepções flexíveis de antiguidade, originalidade, integralidade, etc." Com esses traços, que distinguem o movimento de outros ensaios de resgate do passado de caráter mais arqueológico e científico, o tradicionalismo como praticado no estado foi capaz agregar um vasto número de simpatizantes de "diferentes matrizes culturais formadoras do Rio Grande do Sul". Com efeito, são registrados inúmeros elementos gauchescos apropriados ou adaptados pelas culturas coloniais italiana, alemã e outras, no processo de reconstrução de suas identidades no Novo Mundo, como o uso da bombacha e da bota, o consumo do churrasco, do carreteiro e do chimarrão, a prática da reunião em torno do fogo de chão, e costumes cavalarianos, e muitos termos gauchescos foram adaptados aos dialetos coloniais.

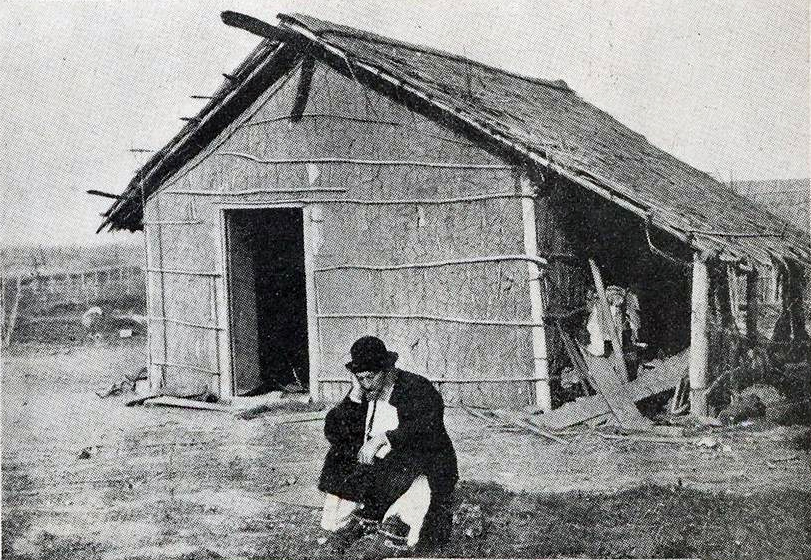
Gaúcho diante da sua tapera em 1920

Com tantas liberdades, naturalmente se formaram correntes bastante divergentes sobre como o movimento deveria ser conduzido. No ambiente acadêmico e literário, críticas ao gaúcho idealizado já eram ouvidas esparsamente desde a década de 1930, com obras e artigos de Cyro Martins e Athos Damasceno (que manteve uma famosa polêmica com Vargas Neto), questionando a visão monolítica, afirmativa e glamurizada que se queria impor, expondo os conflitos, fraquezas e o lado anti-herói do gaúcho real, e buscando destacar o papel de outras matrizes culturais na definição da identidade rio-grandense, mas a partir da década de 1970, estimulado especialmente a partir das publicações de Ruben Oliven e Tau Golin, o tema passou a gerar grande bibliografia. Num momento de revisionismo histórico radical, diversos pesquisadores criticaram o tradicionalismo gauchesco por verem nele aspectos anticientíficos, artificiais, anacrônicos, modistas, moralistas, discriminadores, dogmáticos e/ou reacionários, em particular pelas suas documentadas ligações com latifundiários e políticos atuantes no governo, desencadeando considerável controvérsia. Um trecho de Golin é ilustrativo dessa tendência:
"Ao se apropriar dos elementos reais e simbólicos da população, dando-lhe novo sentido, o Tradicionalismo transformou-se em verdadeiro sugadouro. Entretanto, essa motivação genuína da população, de etnias, ao mesmo tempo que foi direcionada para o civismo obediente e regulador, inseriu no âmbito do tradicionalismo as tensões contraditórias entre as manobras reguladoras do poder dirigente e os modos de vida regionais, das culturas locais, das visões e concepções sobre o que é ou deveria ser a cultura do Rio Grande do Sul. [...] O tradicionalismo acabou se transformando em uma cultura de caserna, de inspiração de um positivismo desilustrado, dominado, em especial, pelos oficiais brigadianos, funcionários públicos e pela direita culturalmente limitada, líderes de legiões de 'artistas' do lumpesinato".

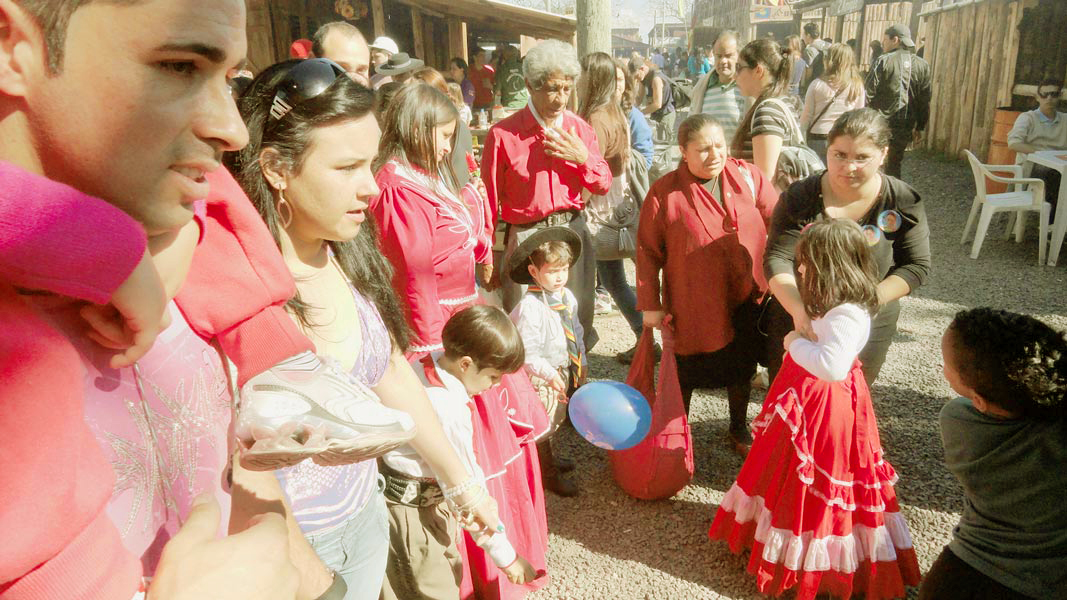
Movimentação popular no Acampamento Farroupilha de 2014 em Porto Alegre, evento que atrai milhares de visitantes todos os anos. É organizado durante a Semana Farroupilha.

A difusão dos princípios do gauchismo hoje é potencializada pela TV, rádio, internet e as redes sociais, pela volumosa literatura, música e arte de fundo gauchesco, pelos festivais, pela atividade de inúmeros outros grupos que não se caracterizam como CTGs, e o tema é frequente assunto na imprensa. Segundo Ceres Brum, "no século XXI esse movimento se intensificou ainda mais e seu campo de debates passou a adentrar novos espaços com a promoção de disputas acirradas. Nesse contexto se inserem os concursos promovidos pelo Movimento Tradicionalista Gaúcho, passando a movimentar milhares de pessoas não apenas em suas datas comemorativas, como o mês farroupilha. Inúmeras de suas atividades começaram a adquirir formato de megaevento, exigindo estrutura hoteleira de grande porte, restaurantes e espaços que permitam acolher grande público".
As críticas, mais ou menos contundentes, não cessaram, em geral atacando o conservadorismo do movimento, e as polêmicas também continuam, mas, por outro lado, com o passar dos anos, a Academia tendeu a alargar sua compreensão do movimento ao perceber que ele era muito mais rico, amplo e nuançado do que supunha. Em geral se reconhece também que o tradicionalismo não se resume só na filosofia e nas práticas regulamentadas pelo MTG e os CTGs, pois muitos dos seus simpatizantes se aproximam dele de maneiras pessoais, desvinculados de associações institucionalizadas e independentes das regras e ritos canonizados, apropriando-se das tradições bastante arbitrariamente, mas de algum modo trazendo para dentro da sua vivência cotidiana algum eco delas, dando-lhe vida nova e novos significados, enriquecendo ainda mais a mitologia em torno do gaúcho.
Em 2022 o IPHAN aprovou a qualificação das lidas campeiras dos campos de Bagé e do Alto Camaquã como Patrimônio Imaterial Brasileiro. A região é habitada por comunidades que mantêm formas tradicionais de trabalho no campo, em um modelo de desenvolvimento baseado na pecuária familiar, na agricultura familiar, no artesanato de lã e na produção de doces.

## Práticas

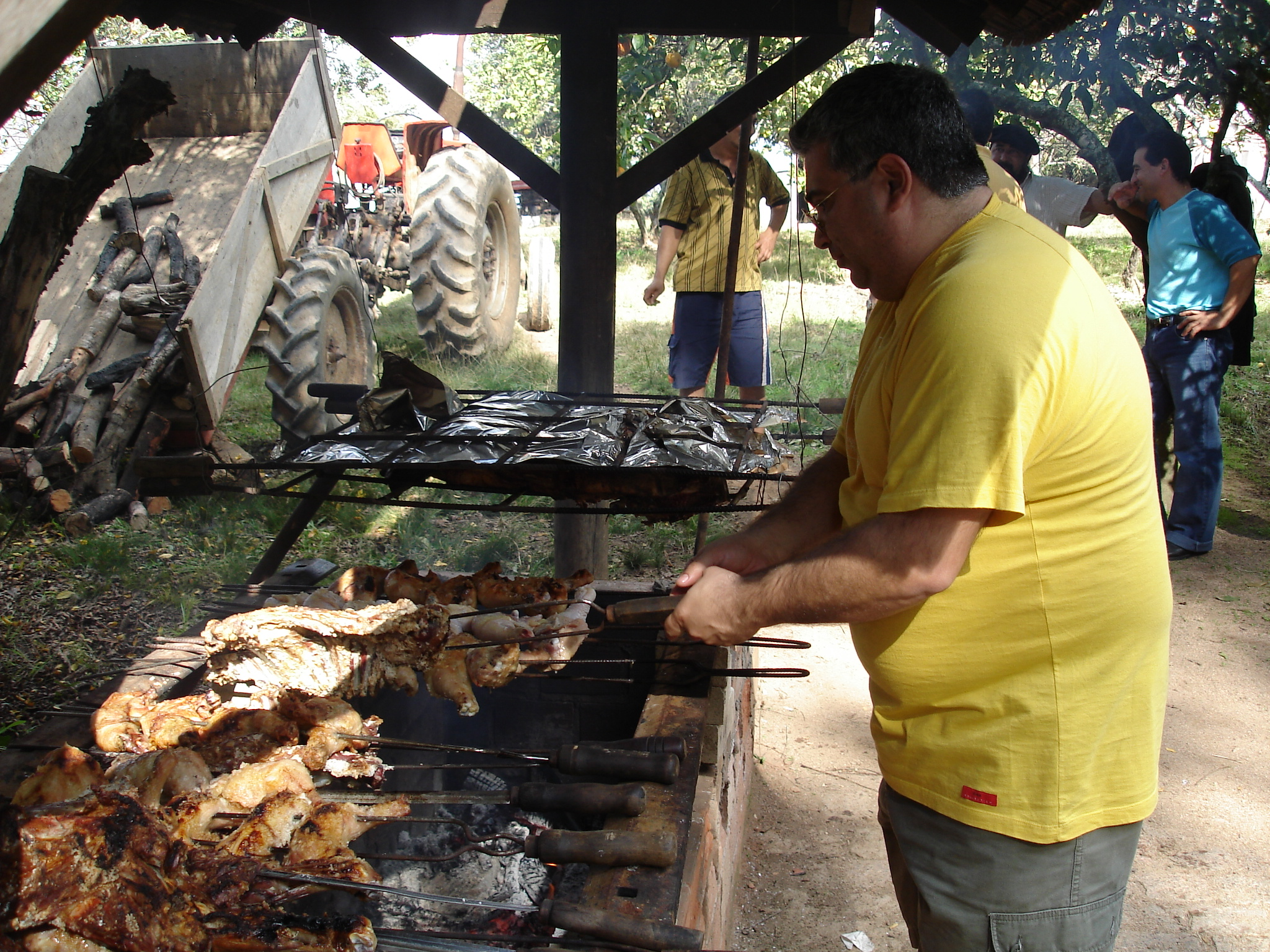
Um churrasco.

A expressão do gauchismo pode ocorrer em uma larga variedade de meios. São especialmente relevantes os artísticos, os comportamentais, os associativos e celebrativos, os esportivos e os cívicos. Nas expressões artísticas se destacam a música, a dança, a poesia e literatura. Nas associativas e celebrativas, a frequentação de CTGs e "galpões crioulos", as festas em datas marcantes, os bailes e jantares, as festas juninas, os acampamentos coletivos, onde sempre a culinária tem uma importante participação. O esporte está basicamente ligado às artes da cavalaria e do pastoreio, mas há uma variedades de jogos e brincadeiras de salão e de ar livre que podem ser incluídos nesta categoria. Também dela fazem parte concursos, gincanas e campeonatos. Entre as expressões comportamentais se encontram os modos de falar, vestir e interagir com outros.
Ao gaúcho que cultua as tradições são impostas várias obrigações morais, onde se incluem a observação da lei em vigor e dos regulamentos da entidade à qual estiver filiado (se estiver), a obrigação de preservar e defender a história, a identidade e os costumes tradicionais, honrar a pátria brasileira e o solo gaúcho, bem como a participação na comemoração de eventos cívicos e datas simbólicas, como o 20 de Setembro e a Semana Farroupilha, que envolvem variadas cerimônias oficiais, recepção de autoridades, discursos, desfiles com piquetes de cavalarianos, delegações de entidades e grupos típicos. Seu comportamento pessoal deve ser um exemplo de virtudes.

### CTGs

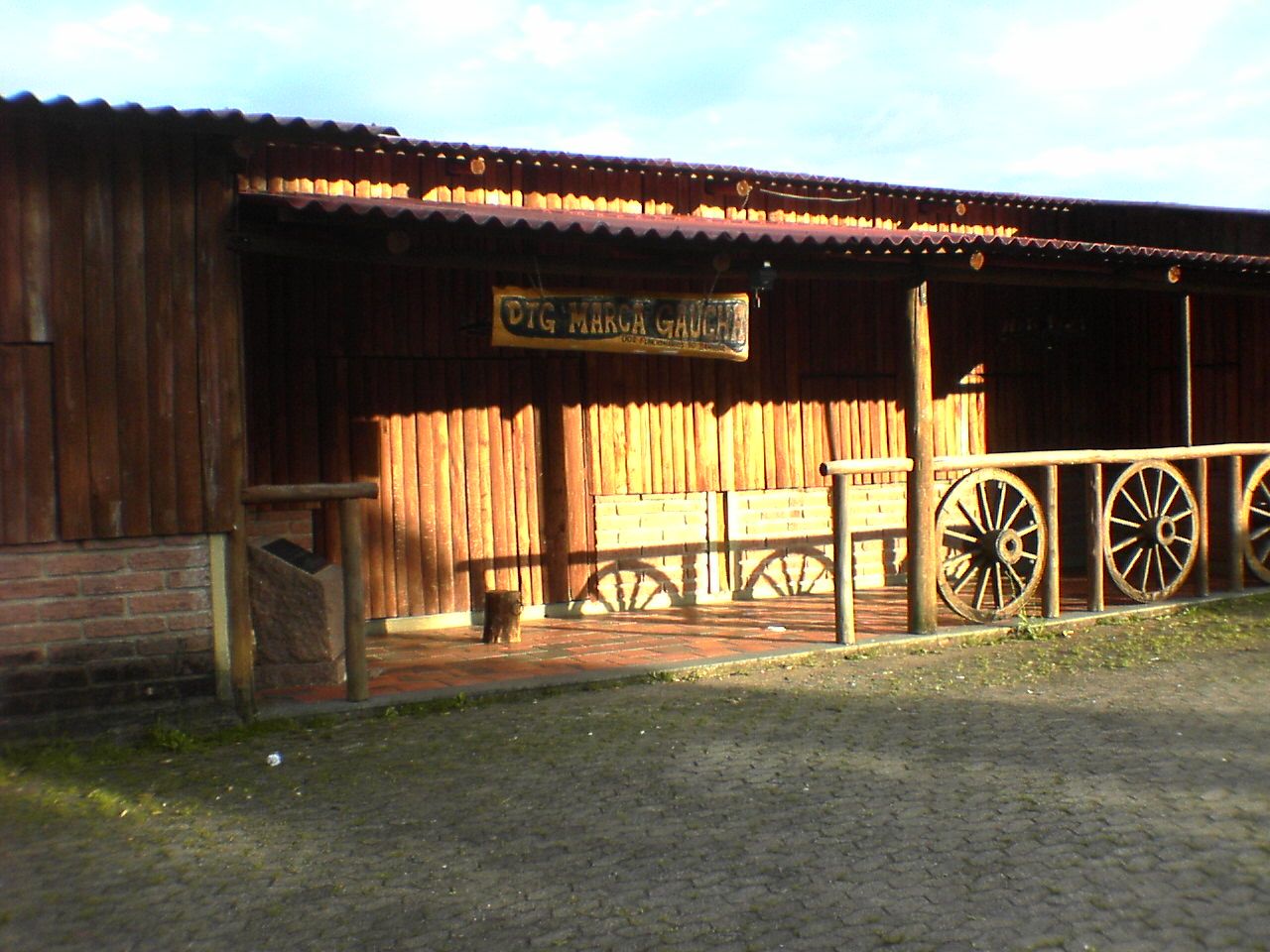
Um galpão de CTG.

A vivência das tradições não tem um espaço determinado para ocorrer, mas sem dúvida os CTGs estão entre os locais privilegiados. Suas instalações variam conforme as necessidades e possibilidades de seus associados, mas em geral são estruturados em torno de um grande pavilhão ou galpão, onde existe um salão para baile com um tablado ou palco para apresentações artísticas, anúncios e discursos, um espaço para mesas e cadeiras, e espaços para a diretoria e administração, vestiários, camarins, caixa, bar, sanitários, cozinha, churrasqueira, fogo de chão, loja, etc. Sua decoração geralmente inclui elementos do mundo gauchesco, como rodas de carreta, material de montaria, galerias de fotos de fundadores ou visitantes ilustres, imagens de paisagens e tipos campeiros.
Suas atividades também variam. Podem incluir apresentações de dança, poesia, teatro; palestras teóricas; atividades esportivas e recreativas; festas, almoços, bailes e eventos variados; reuniões dos associados para deliberar sobre assuntos internos; cursos e concursos. O chefe do CTG é chamado de patrão, que pode contar com capatazes para auxiliá-lo. Sua administração pode ser estruturada em setores com uma hierarquia definida e pessoal especializado. É frequente a colaboração espontânea de seus membros na organização das várias atividades. Administradores e frequentadores em geral usam trajes gauchescos, especialmente em ocasiões mais formais.

### Artes

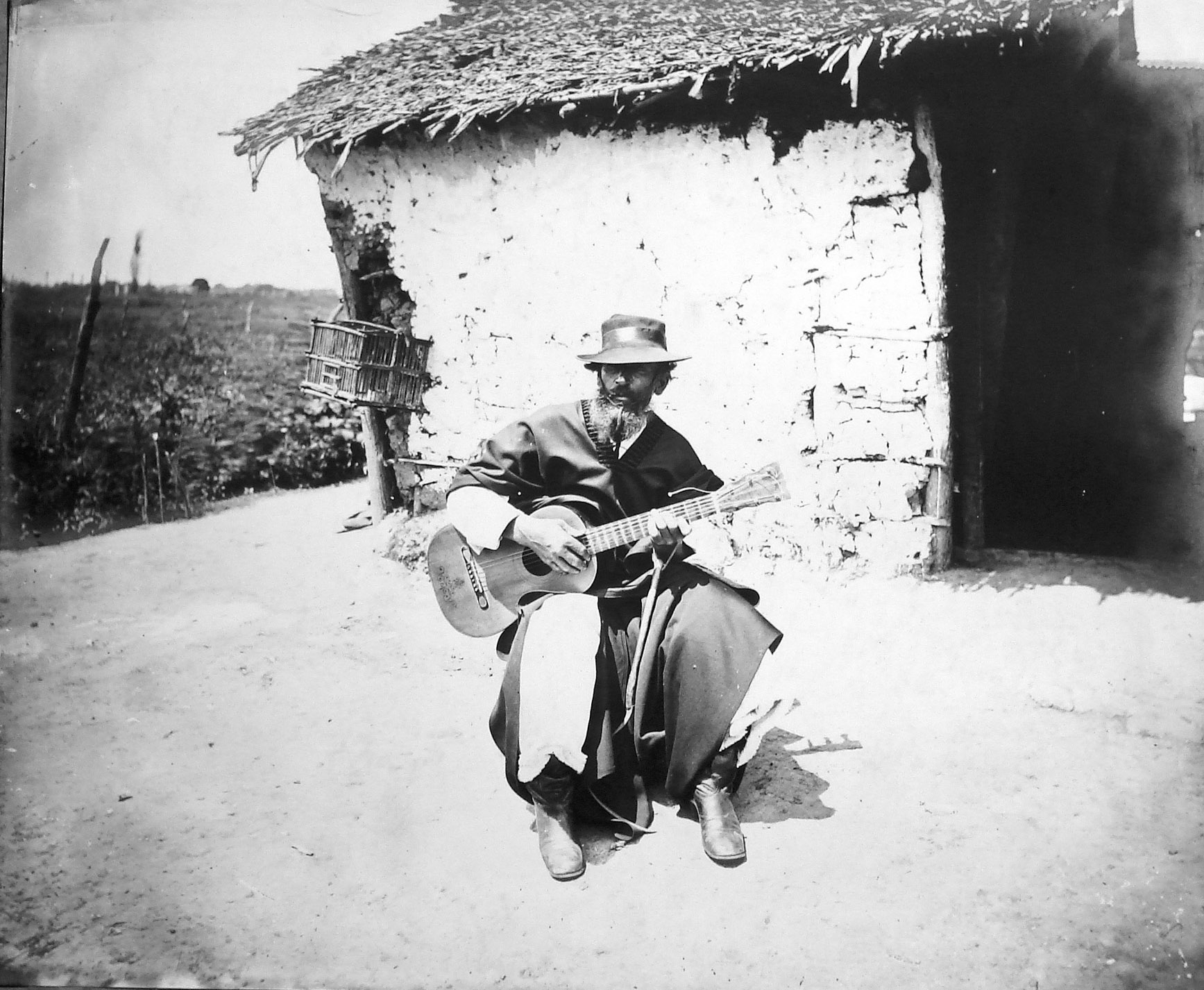
Um payador tradicional.

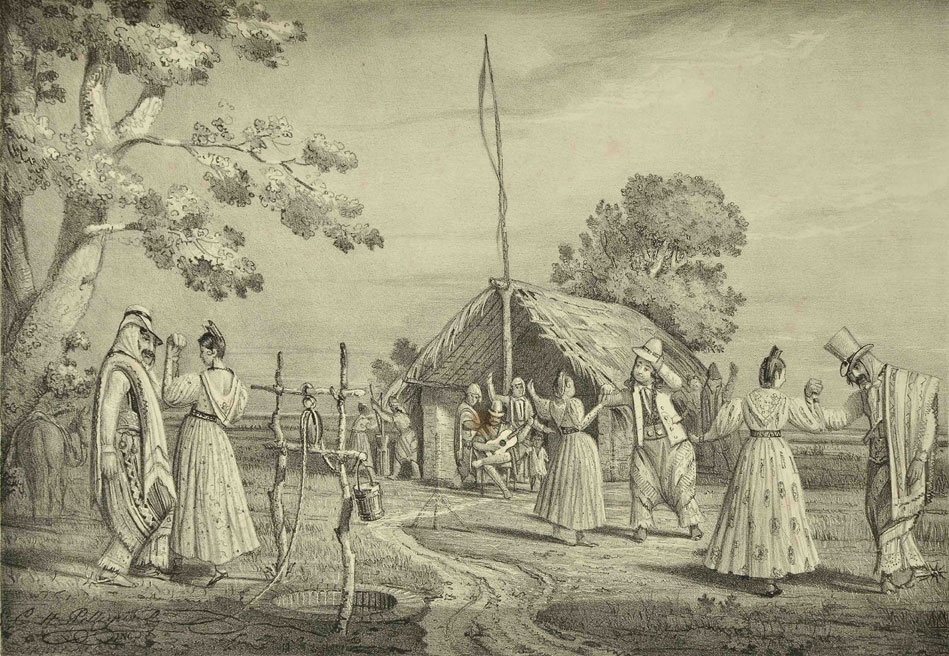
Dança gauchesca em 1841, gravura de Carlos Enrique Pellegrini.

A música tem sido sempre um dos elementos mais poderosos na difusão e consagração da ideologia gauchesca e é um dos aspectos do tradicionalismo mais estudados pelos pesquisadores. A música gauchesca pretende ser uma evolução do cantar dos gaúchos dos pampas primitivos, que segundo registros literários dançavam fandangos sapateados e praticavam a récita trovadoresca de poesia improvisada acompanhada de música, a payada ou repente. Seus ritmos e melodias são influenciados por fontes principalmente espanholas e portuguesas e do folclore brasileiro, criando um repertório de tipos estruturais mais ou menos fixo, cada qual com uma temática de eleição ou com uma versificação e métrica musical específicas, como o fandango, o xote, a chimarrita, a valsa, a trova, a vanera, a chula, a milonga. Muitas vezes as formas musicais também nomeiam formas de poesia e de dança.
Em 1956 Barbosa Lessa e Paixão Cortes publicaram um Manual de Danças Gaúchas, que foi um documento importante na fixação de diversos elementos do cancioneiro popular, sobretudo no que diz respeito aos ritmos “autênticos”, que no entanto foram em larga medida estabelecidos arbitrariamente pelos próprios autores a partir de pesquisas que, segundo Cougo Junior, eram "repletas de lacunas". Em 1960 Paixão Cortes lançou Folclore musical do pampa – Música e letras, uma coletânea de peças consideradas pelo autor exemplares para o estudo do folclore sulino, e dois anos depois Lessa lançou obra similar, com seu Cancioneiro do Rio Grande, letra e música. Também merecem nota algumas publicações do Instituto Gaúcho de Tradição e Folclore, como as coletâneas sobre música folclórica, tradicional e popular, e sobre festividades. Desde então os estudos especializados se multiplicaram muito, bem como a crítica na imprensa.
Contudo, as origens da música gauchesca ainda são pouco conhecidas. Das melodias do cancioneiro gauchesco original quase nada restou, embora suas letras tenham sobrevivido num bom acervo. Sua instrumentação é também incerta, as descrições históricas em geral são pouco claras, mas alguns instrumentos eram comuns, como a viola/vihuela e a rabeca. O acordeão, hoje tido como tradicional, foi trazido pelos imigrantes italianos. Existe uma significativa documentação histórica ainda pouco estudada. Suas características específicas são da mesma maneira mal definidas, permanecendo viva uma controvérsia conceitual que já é longa, e que se acentua à medida que a contemporaneidade continuamente introduz no ambiente referenciais novos, que acabam influenciando as práticas musicais e o imaginário, elementos cujo diálogo com as formas consagradas pela tradição nem sempre é tranquilo.

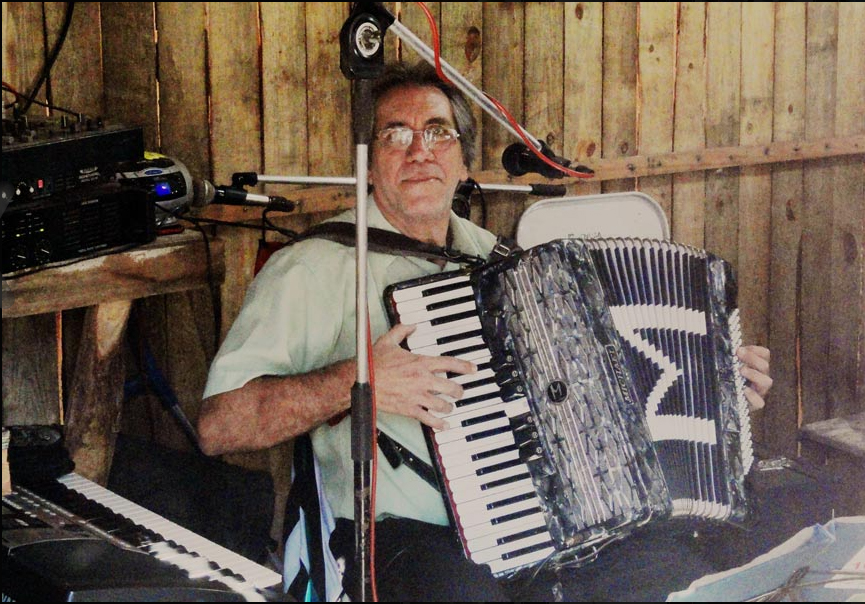
Um gaiteiro num galpão crioulo.

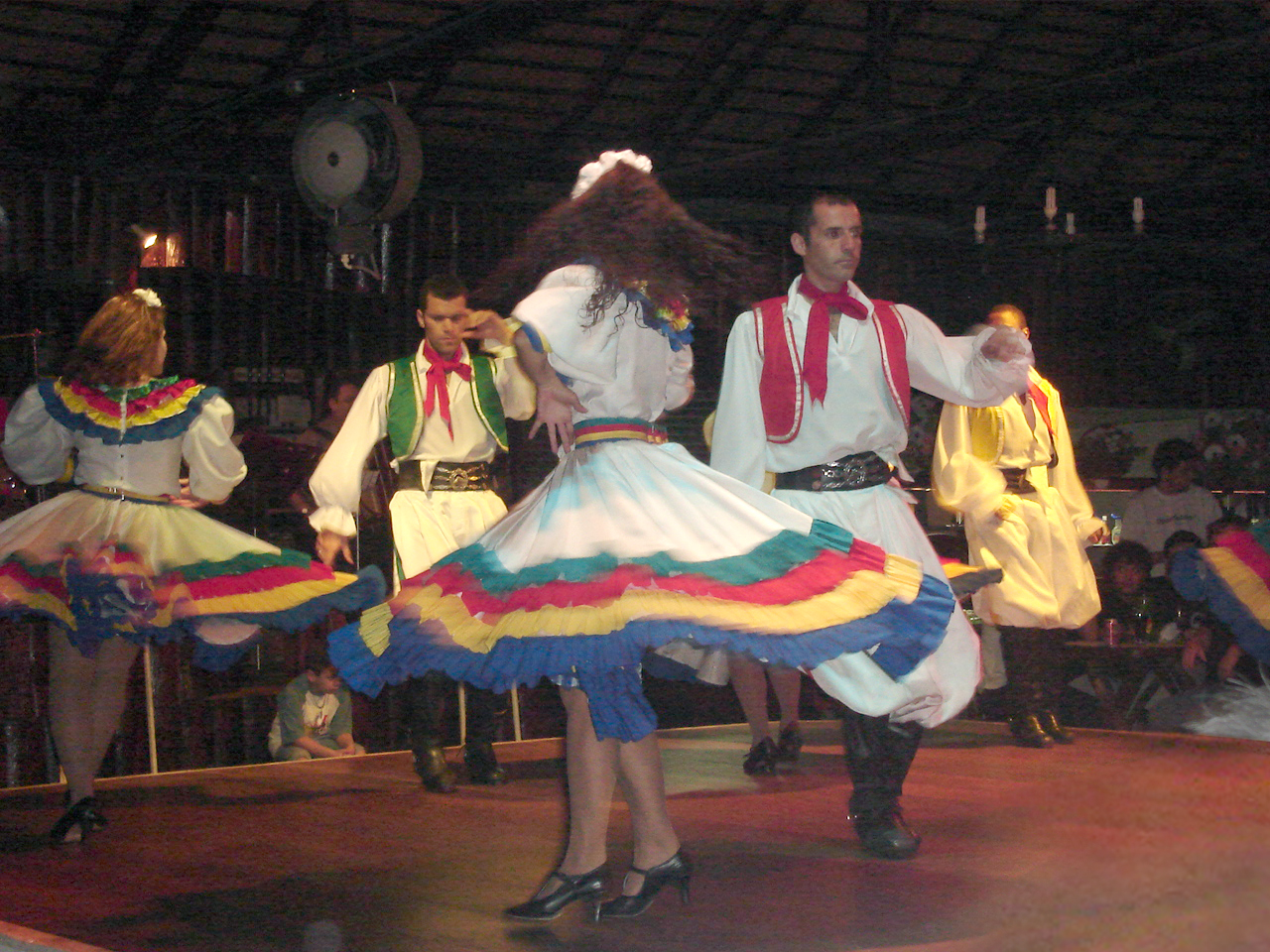
Prendas e gaúchos executando dança típica.

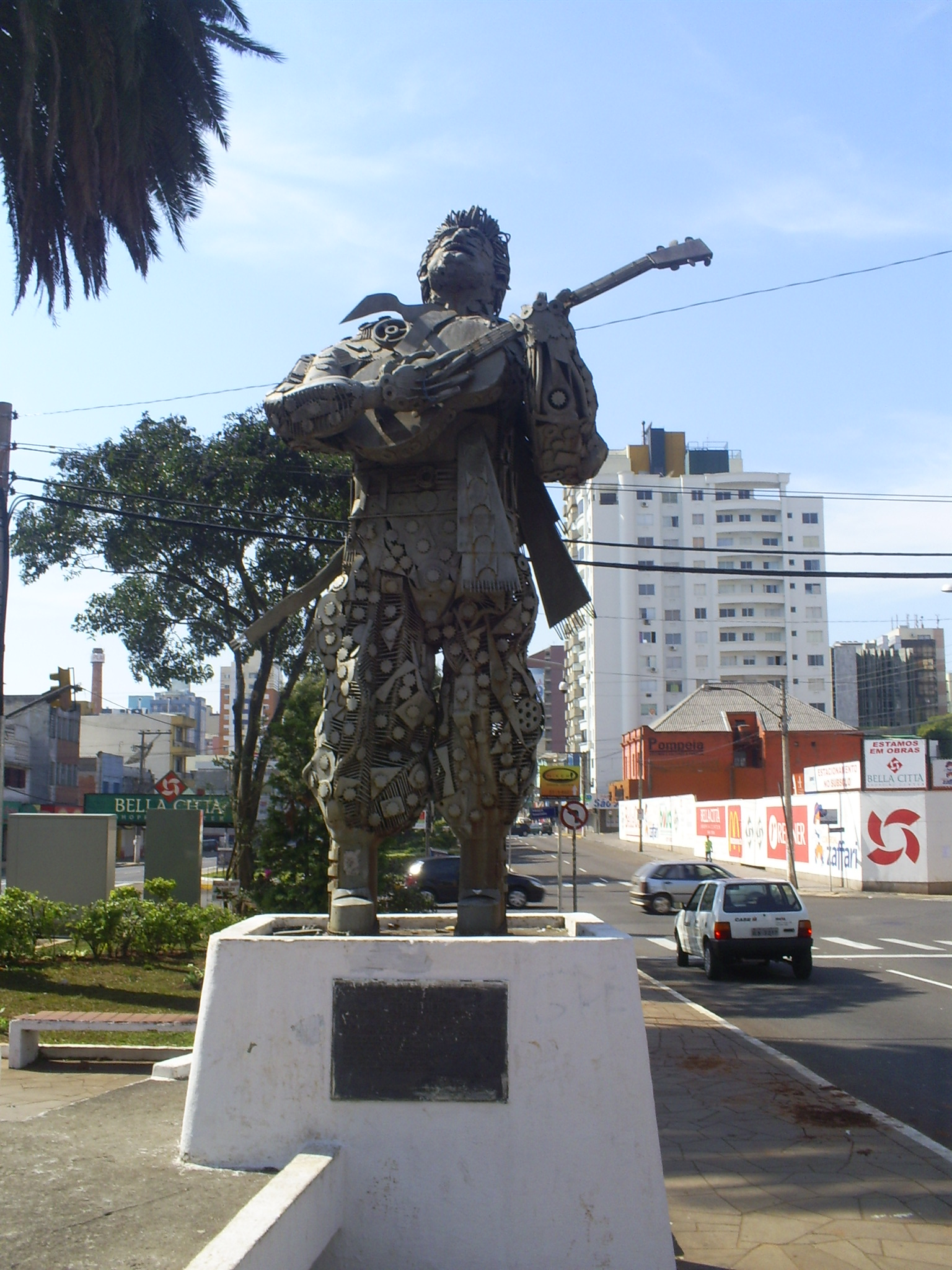
Estátua de Teixeirinha em Passo Fundo.

A inovação em geral não é rejeitada em bloco; por exemplo, foram incorporadas influências alemãs, italianas, polonesas, nordestinas e outras, modificações sutis em padrões formais consagrados podem ser vistas como marcas bem-vindas de originalidade, a orquestração dos conjuntos evoluiu, e a adesão à tecnologia não é muito questionada, mas a modificação radical de ícones e modelos estéticos e identitários fortemente arraigados pode gerar viva oposição.
A música é elemento onipresente em festas públicas, no círculo doméstico e em outras atividades, e encontra um espaço de projeção nos CTGs e sobretudo nos numerosos festivais e concursos que ocorrem regularmente no estado e fora dele, muitos deles megaeventos que recebem ampla cobertura midiática. Mais de dez mil fonogramas já foram lançados. Muitos músicos gauchescos se tornaram celebridades, como Gildo de Freitas, José Mendes e sobretudo Teixeirinha, que vendeu cerca de 80 milhões de discos. Desde a década de 1970 mais de 160 festivais de música gauchesca já foram criados, e alguns têm décadas de atividade ininterrupta, como a Califórnia da Canção Nativa de Uruguaiana, que por muitos anos foi um dos maiores festivais da América Latina. Esses festivais muitas vezes propiciam a aproximação e intercâmbio com expressões semelhantes do Uruguai e Argentina.
A música gauchesca moderna constantemente evoca a memória do gaúcho arquetípico em suas aventuras, amores e desditas, mas é ampla e diversificada a gama de abordagens, que passam do sentimental, saudosista e romântico para o humor e o politicamente engajado, com definições estéticas num espectro igualmente amplo que passa pelo brega, pelo folclórico, se impregna de traços do rock e mesmo chega à erudição em orquestrações sinfônicas sofisticadas. Parte significativa da produção fala do homem contemporâneo e seus desafios peculiares. De fato, a variedade da música que tem sido chamada de gauchesca — com várias correntes contrastantes que disputam possuir a maior autenticidade — é grande o bastante para tornar sua definição exata impossível. Os traços mais gerais são alguma alusão positiva à geografia, à história, aos tipos folclóricos, suas lidas, seus herois, e aos valores tradicionais do gaúcho clássico, mesmo que possa introduzir questionamentos, o uso de ritmos consagrados, e de termos e expressões característicos da linguagem ou gíria regional. Na síntese de Eduardo Ferraro,
"Houve um giro nas representações do universo do gauchismo, passando de um modo literário para um modelo poético-musical, evidenciado especificamente na música dos festivais nativistas. A mudança da estética na música vem acompanhada de narrativas poéticas e musicais distintas, gerando mudanças ideológicas. [...] As mudanças na representação social do gauchismo proporcionaram também uma transformação da imagem do gaúcho em aspectos relevantes, como o da sociabilidade e da interação com o mundo. Nessas transformações há a absorção de elementos culturais externos que são apropriados, utilizados e ressignificados como elementos dinamizadores da cultura. Essa mudança de imagem é negociada nos aspectos específicos que os sujeitos do gauchismo chamam de 'cultura gaúcha', no sentido de que é possível dinamizar a ordem cultural transformando-a, mas sem descaracterizá-la nos seus aspectos fundamentais, como o de representação social do modo de vida campeiro".
A gauchesca constitui um rico filão para a literatura em prosa e poesia, que vem sendo explorado desde o século XIX, especialmente durante o florescimento do Partenon Literário, e desde então se firmou como uma corrente vigorosa e permanente na literatura do Rio Grande do Sul. Outros expoentes foram, por exemplo, Simões Lopes Neto, Cyro Martins, Sílvio Duncan, Aparício Silva Rillo, Jayme Caetano Braun, Noel Guarany, Luiz Coronel, entre outros, vários deles também músicos ou compositores de letras, e mais recentemente também tem sido tema para o cinema e o teatro. Assim como sucede na música, sua temática é variada, passando da reportagem à ficção, mas a defesa dos valores tradicionais é uma tônica. A oralidade tem um peso importante na literatura gaúcha, a referência a formas textuais e expressões idiomáticas características é extremamente comum e o domínio da oratória é muito apreciado nas competições de trovas, na declamação de poesia e no discurso eloquente, mas também no simples prazer da prosa entre amigos, na contação de casos e lendas em torno do fogo de chão ou na roda de chimarrão.

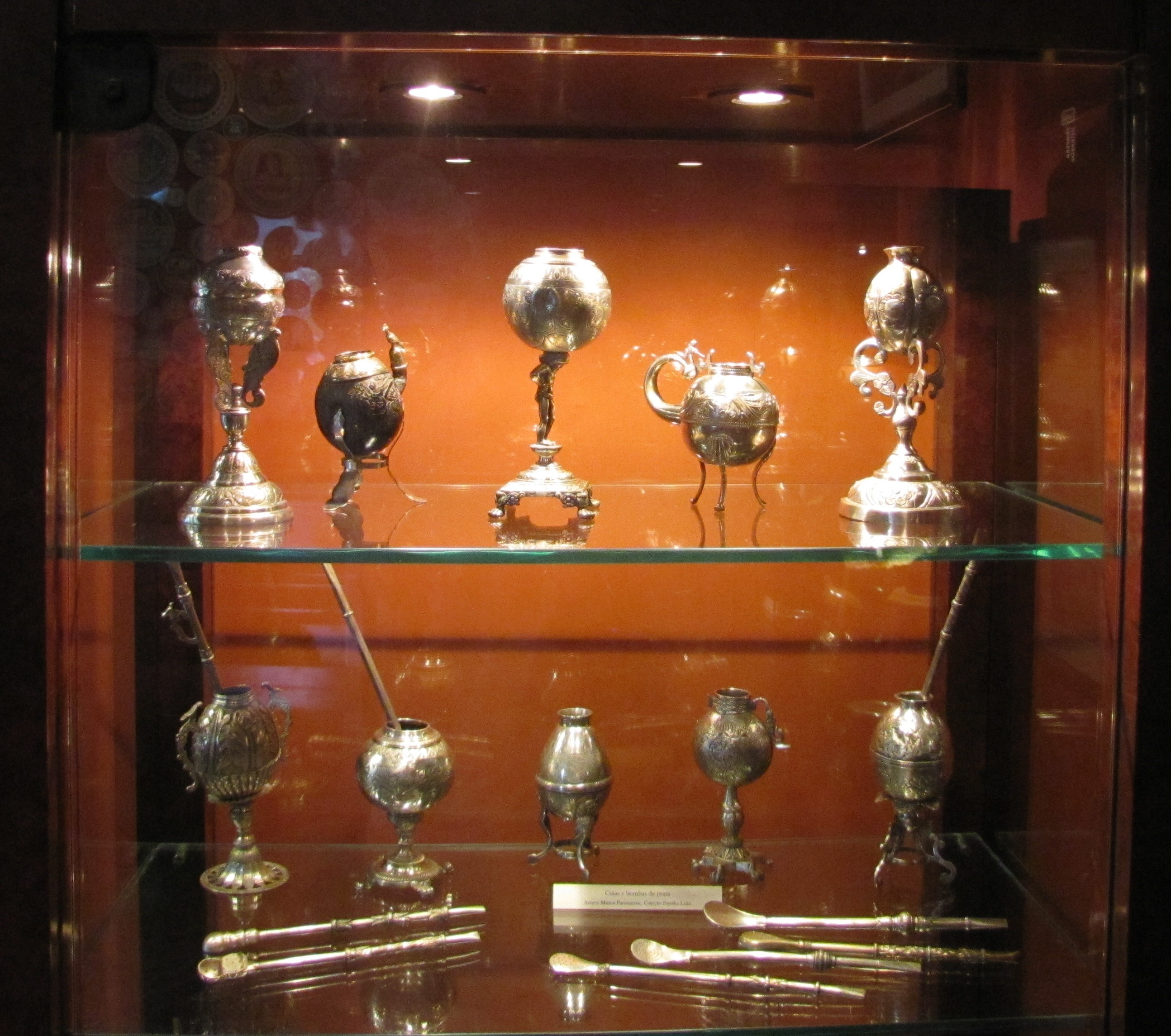
Antigas cuias de chimarrão inteira ou parcialmente recobertas de prata trabalhada.

O dialeto gaúcho tem um rico vocabulário, expressões idiomáticas, ditados, gírias e formas de construção fraseal típicas. Bochincho é um baile ou uma confusão; percanta é a mulher fácil; bagual é o cavalo bravo ou o gaúcho rude, desregrado ou também arrojado; a la putcha! expressa espanto ou indignação; lavar a égua é ficar rico ou tirar vantagem de alguma situação. O repertório de lendas, imagens, aventuras e mitologias folclóricas é muito rico, e é explorado em publicações e programações infantis e na rede escolar. São muito repetidas a história de Sepé Tiaraju, as aventuras de Blau Nunes, Pedro Malasartes e Antonio Chimango, e as lendas do Negrinho do Pastoreio, da Salamanca do Jarau, do Boitatá, dos tesouros jesuítas, entre outras.
O artesanato enfatiza produtos criados com lã e couro, osso, chifres, crina e cascos, usados para confeccionar arreios, pentes, cintos, fivelas, roupas, equipamentos de trabalho e outros objetos utilitários, bem como porongos para cuias de chimarrão. Algumas peças, como cuias, arreios e acessórios de montaria, podem ser bastante sofisticados e ter partes em prata. Também são populares trabalhos de trançado e tecelagem de palhas para chapéus, cestos, esteiras, redes de dormir e cortinas.

### Esportes e culinária

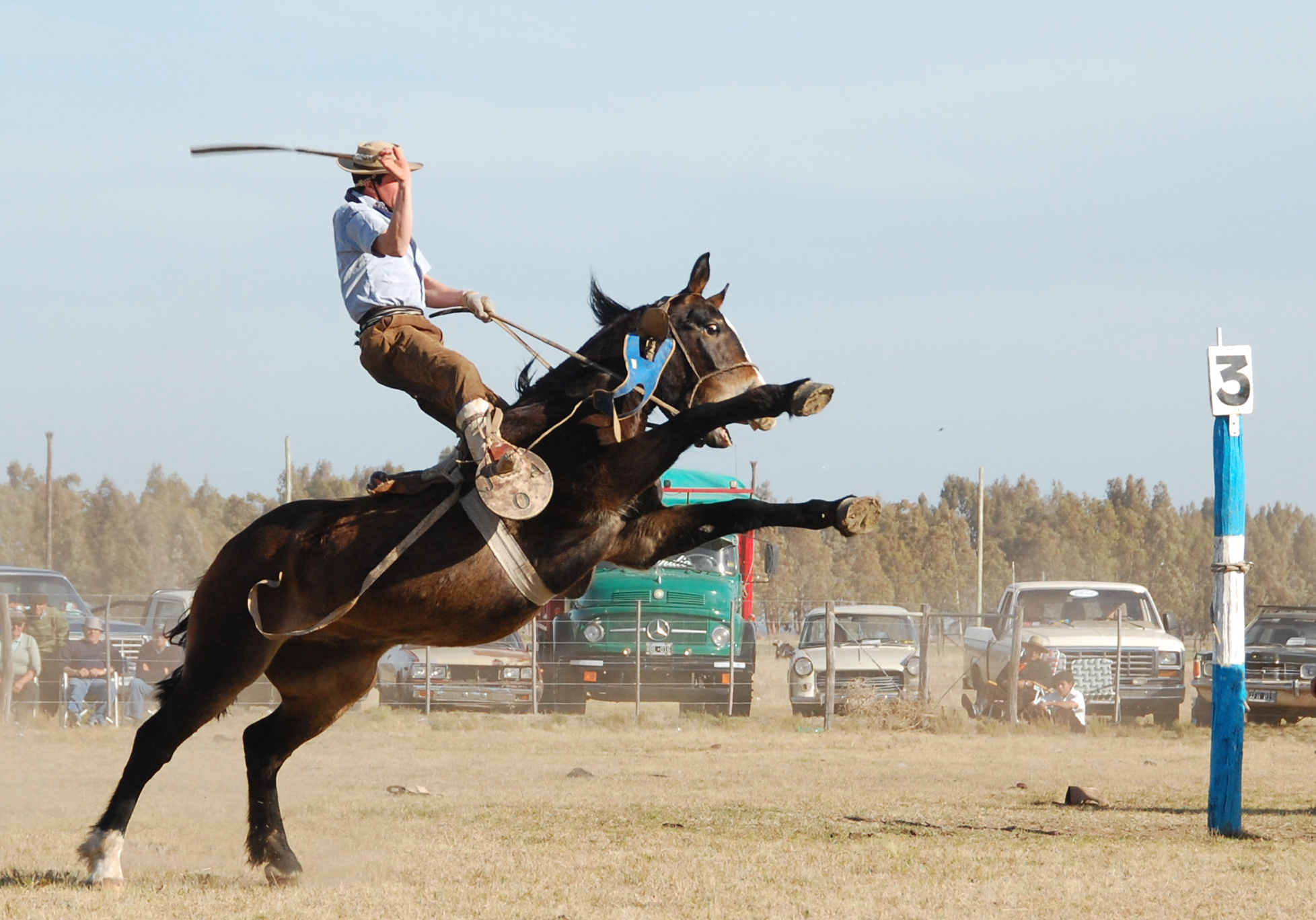
Gineteada em um rodeio.

Entre os esportes mais tradicionais estão as cavalgadas, as corridas de cavalos (carreira ou cancha reta) e os rodeios, eventos com competições de laço e doma de cavalos e touros, exposição de animais e apresentações de grupos folclóricos. Segundo Dalmoro & Nique, "estima-se que ocorram no estado cerca de 400 rodeios por ano, envolvendo em torno de cinco mil pessoas, entre competidores e expectadores em cada evento. [...] Cada rodeio, além de oportunizar o contato do público e dos participantes com atividades campeiras, movimenta um mercado que vai desde a exposição de marcas patrocinadoras, mídia de divulgação do evento, expositores, comercialização de produtos tradicionalistas e alimentação". Entre os jogos tradicionais aparecem a bocha, o truco, o tetarfe, o jogo do osso e jogo da argola.
Sua culinária é rica, recebendo a influência de tradições europeias, indígenas e negras. São pratos de grande popularidade o churrasco, um assado de carnes variadas em espetos sobre brasas, podendo ser acompanhado de farinha de mandioca, pão e cebolas assadas, e o carreteiro, um cozido de arroz com temperos e pequenos pedaços de charque ou de sobras de churrasco; também são apreciados ensopados, carnes de porco, peixe, ovelha e galinha, pastelaria, doces de panela, rapaduras e conservas de frutas, roscas e pães artesanais; bebidas como o chimarrão, o café, a cachaça e o quentão. Há um bom aproveitamento de plantas nativas como abóbora, amendoim, cará, batata-doce, banana, ananás.

### Trajes

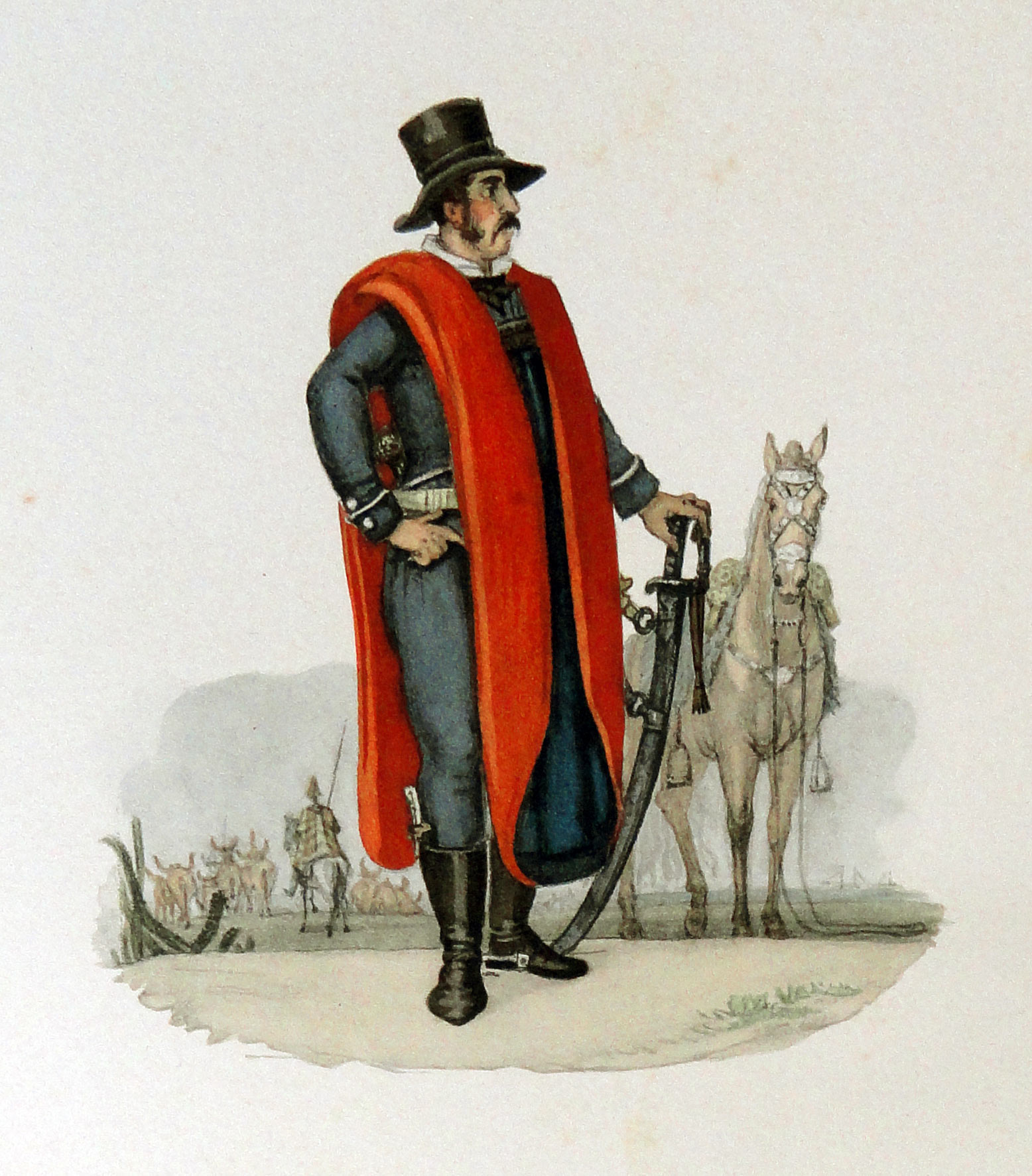
Traje de um estancieiro do início do século XIX, gravura de Debret.

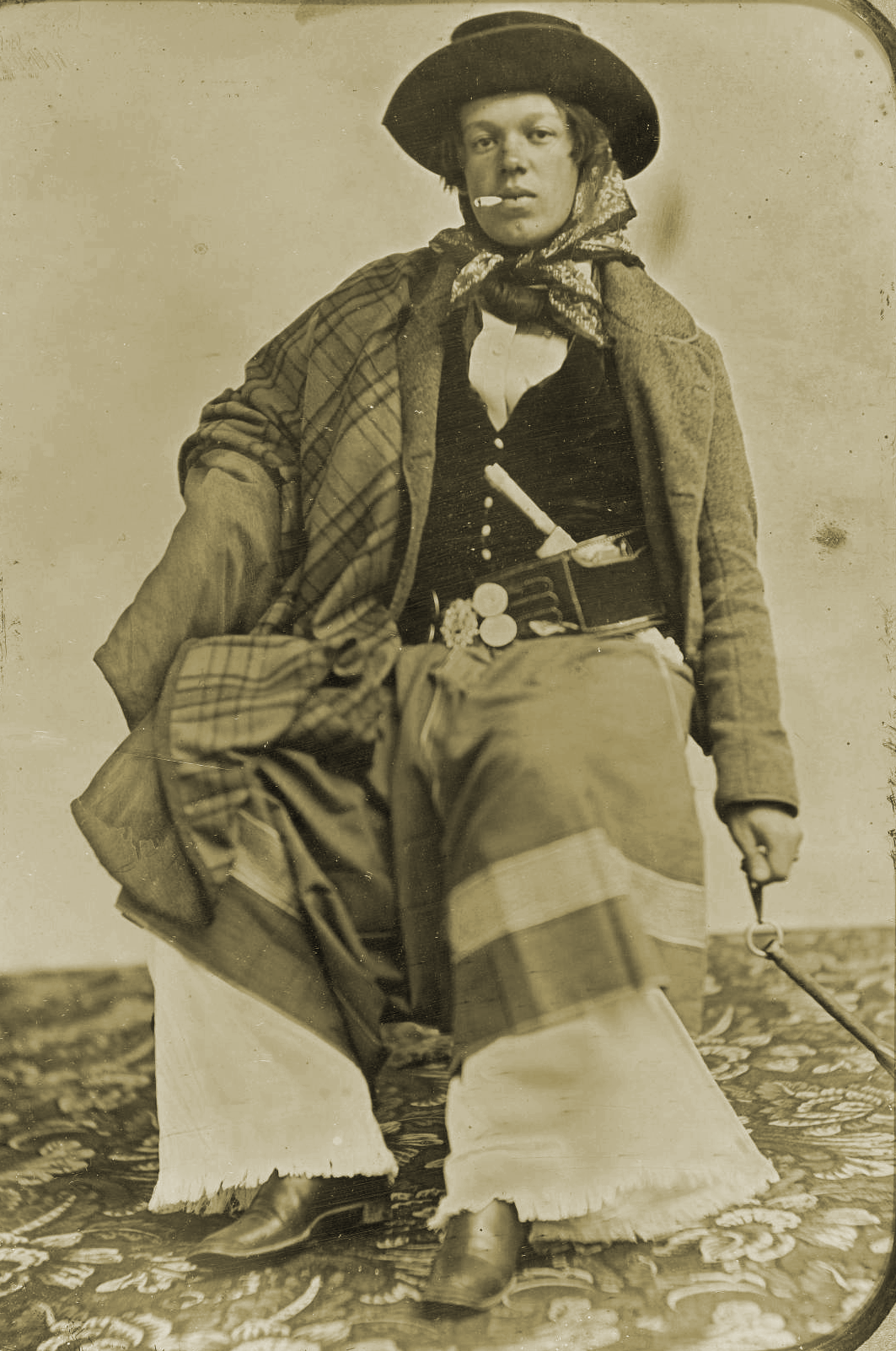
Um gaúcho peão na década de 1840, com a pilcha completa.

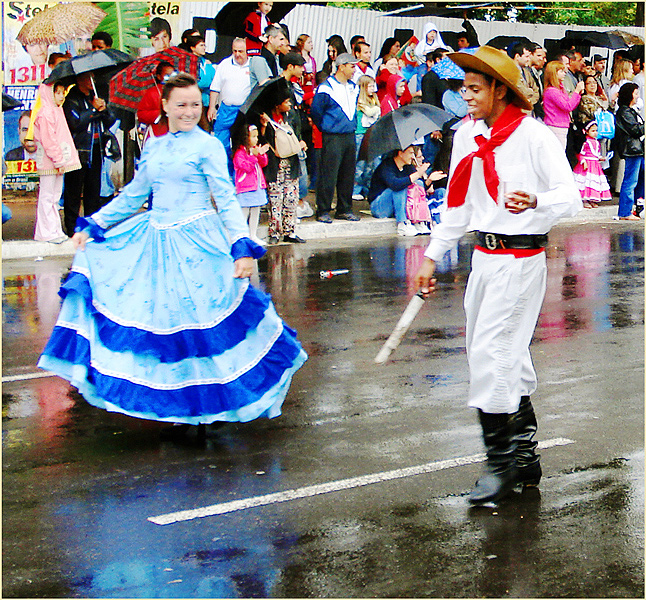
Trajes típicos da prenda e do gaúcho, em desfile da Semana Farroupilha, Porto Alegre.

A vivência do gauchismo envolve o uso de indumentária especial, a pilcha para os homens e o vestido de prenda para as mulheres. Esse vestuário é uma adaptação dos trajes dos gaúchos do século XIX, que já reuniam elementos de tradições europeias e indígenas, combinada a elementos inspirados no vestuário da elite estancieira. Geralmente a evolução do figurino gaúcho é dividida em quatro etapas. No resumo de Rios, Theisen & Oliveira:
- Primeira Época (1730-1820). É a fase do gaúcho errante, com roupas adaptáveis conforme a ocasião: "ceroulas de crivos ou rendas, botas fortes ou garrão, esporas de prata. Calções abaixo dos joelhos, desabotoados, o gibão de veludo ou lã com botões de moeda de prata. Sobre a camisa de linho ou algodão acabada com renda, usa-se o colete de seda ou algodão. Lenço pequeno no colarinho. Na cintura, o cinturão sobre a faixa e a pistola. Na mão, chicote tipo arreador e na cabeça lenço à marinheira. Chapéu de feltro de copa alta e barbicacho de seda. O pala de seda ou de lã de vicunha, sempre ao ombro. A mulher estancieira usava sapatos e meias de seda, anáguas e corpete. Vestido com corte abaixo do busto, feito de seda ou algodão. Leque e lenço à mão, acompanhada sempre de joias em excessos. Como agasalho, o capote ou xale. Cabelos longos presos com fitas e flores. Os peões ficavam descalços ou usavam botas de garrão abertas na frente e amarradas abaixo dos joelhos, com tiras de couro ou lã, e esporas. Ceroulas por dentro das botas ou pernas nuas. Chiripá-saia ou chiripá primitivo (fralda), e cinturão de couro sobre a faixa de tecido. Na cintura, boleadeiras e pistola, faca às costas, junto aos rins. Camisa com mangas amplas, colete e poncho bichará. Os cabelos longos amarravam com tira de couro ou lenço à marinheira. Na cabeça, o chapéu de palha ou feltro. As esposas, mulher rural, usavam saia rodada de tecido de lã leve e camisa longa de algodão. Pés descalços. Cabelos longos trançados, ornamentados com flores e fitas, ou ainda, um lenço a cabeça amarrado abaixo do queixo".
- Segunda Época (1820-1865). Fase de redução do gaúcho na estância e na charqueada, período marcado pelas guerras civis. A roupagem masculina do peão se simplifica e fica mais prática, mas a feminina se torna mais ornamentada.
- Terceira Época (a partir de 1865). Fase que coincide com a Guerra do Paraguai. Surge a bombacha, que ultrapassaria largamente o chiripá, e se tornaria talvez o mais típico dos elementos típicos na indumentária gauchesca moderna, num momento em que o figurino do "novo gaúcho" do campo — filhos e netos de estancieiros ricos que haviam estudado na capital ou no exterior ou se aventuravam na política — incorporava muitos elementos da urbanidade cosmopolita e sofisticada. O vestido da mulher do peão se aproxima da forma que foi consagrada para a prenda na etapa seguinte.
- Quarta Época (a partir de 1955). Fase da recriação dos tipos e seus caracteres e sua fixação canônica, preenchendo as lacunas no conhecimento com invenções ou adaptações de modelos antigos considerados inadequados para o uso contemporâneo. Surgem materiais novos e adaptações influenciadas por outras culturas.

A pilcha atual é composta pela bombacha, um calção largo e pregueado nas laterais, preso por uma larga faixa de tecido ou cinta de couro, com uma guaiaca para guarda de moedas, palhas e fumo, cédulas, relógio; botas, com ou sem esporas; uma camisa, um lenço atado ao pescoço; um colete ou paletó, um poncho ou um pala para dias frios, e um chapéu com barbicacho. Nem todos os elementos são usados ao mesmo tempo.
A roupa da prenda se conformou em um vestido longo até os pés, rodado ou armado, com corpete justo, decorado com rendas ou babados, com decote fechado e mangas até o cotovelo ou o pulso. São usadas ceroulas até o joelho, as chamadas bombachinhas, que podem ser rendadas, junto com meias longas; as joias são pequenas, o sapato é discreto com salto baixo. Sua roupa deve espelhar o recato que dela se espera. Seu agasalho é um xale de lã. Conforme Véra Zattera, o vestido da prenda foi reinventado pelos tradicionalistas para facilitar as danças e porque consideravam muito tristes os trajes antigos conhecidos por fotografias, pinturas e gravuras. Antônio Augusto Fagundes admitiu a invenção: "Consultando fotos antigas das próprias famílias e também inspirados no 'traje de china' das tradicionalistas uruguaias e até mesmo — forçoso é reconhecer – no vestido caipira que eles combatiam, criaram o hoje famoso 'vestido de prenda'." Para Sandra Pesavento, "o vestido de prenda é recebido e significado como tradicional e como artefato fundamental neste processo. A atuação pedagógica, destes agentes do tradicionalismo (folcloristas e historiadores do vestuário), se configura em elemento constitutivo e instituinte deste imaginário".